# Lista de asteroides (407001-408000)
Esta é uma lista parcial de asteroides, do asteroide número 407001 até o 408000, inclusive. Veja também o índice com todas as listas disponíveis.

| Objeto Próximos à Terra | Cinturão de asteroides (interno) | Cinturão de asteroides (externo) | Centauro       |
| Cruzador de Marte       | Cinturão de asteroides (meio)    | Troianos de Júpiter              | Transnetuniano |

Veja mais dados de cada asteroide na ligação externa para o Minor Planet Center na última coluna.
Índice: 407001... 407101... 407201... 407301... 407401... 407501... 407601... 407701... 407801... 407901... 

## 407001–407100
| Designação | Designação | Descoberta  | Descoberta        | Descobridor(es)     | Categoria | Mais informações / Referência |
| Permanente | Provisória | Data        | Local             | Descobridor(es)     | Categoria | Mais informações / Referência |
| ---------- | ---------- | ----------- | ----------------- | ------------------- | --------- | ----------------------------- |
| 407001     | 2009 RF58  | 15 set 2009 | Kitt Peak         | Spacewatch          | —         | MPC                           |
| 407002     | 2009 RS58  | 15 set 2009 | Kitt Peak         | Spacewatch          | —         | MPC                           |
| 407003     | 2009 RF59  | 15 set 2009 | Kitt Peak         | Spacewatch          | Brangane  | MPC                           |
| 407004     | 2009 RH62  | 15 set 2009 | Kitt Peak         | Spacewatch          | —         | MPC                           |
| 407005     | 2009 RT65  | 15 set 2009 | Kitt Peak         | Spacewatch          | —         | MPC                           |
| 407006     | 2009 RS72  | 15 set 2009 | Kitt Peak         | Spacewatch          | —         | MPC                           |
| 407007     | 2009 RT73  | 15 set 2009 | Kitt Peak         | Spacewatch          | —         | MPC                           |
| 407008     | 2009 RD74  | 15 set 2009 | Kitt Peak         | Spacewatch          | —         | MPC                           |
| 407009     | 2009 RZ75  | 15 set 2009 | Kitt Peak         | Spacewatch          | —         | MPC                           |
| 407010     | 2009 SV5   | 16 set 2009 | Kitt Peak         | Spacewatch          | —         | MPC                           |
| 407011     | 2009 SZ5   | 16 set 2009 | Kitt Peak         | Spacewatch          | —         | MPC                           |
| 407012     | 2009 SW14  | 18 set 2009 | Bisei SG Center   | BATTeRS             | Brangane  | MPC                           |
| 407013     | 2009 SZ14  | 19 set 2009 | Catalina          | CSS                 | —         | MPC                           |
| 407014     | 2009 SP15  | 19 set 2009 | Bisei SG Center   | BATTeRS             | —         | MPC                           |
| 407015     | 2009 SL20  | 22 set 2009 | Marly             | P. Kocher           | Brangane  | MPC                           |
| 407016     | 2009 SZ21  | 18 set 2009 | Zelenchukskaya    | T. V. Kryachko      | —         | MPC                           |
| 407017     | 2009 SC25  | 17 ago 2009 | Kitt Peak         | Spacewatch          | —         | MPC                           |
| 407018     | 2009 SK26  | 16 set 2009 | Kitt Peak         | Spacewatch          | —         | MPC                           |
| 407019     | 2009 SH27  | 20 abr 2007 | Kitt Peak         | Spacewatch          | —         | MPC                           |
| 407020     | 2009 SA28  | 16 set 2009 | Kitt Peak         | Spacewatch          | —         | MPC                           |
| 407021     | 2009 SN35  | 16 set 2009 | Kitt Peak         | Spacewatch          | Brangane  | MPC                           |
| 407022     | 2009 SR37  | 16 set 2009 | Kitt Peak         | Spacewatch          | —         | MPC                           |
| 407023     | 2009 SG40  | 16 set 2009 | Kitt Peak         | Spacewatch          | Brangane  | MPC                           |
| 407024     | 2009 SL40  | 16 set 2009 | Kitt Peak         | Spacewatch          | —         | MPC                           |
| 407025     | 2009 SS40  | 16 set 2009 | Kitt Peak         | Spacewatch          | —         | MPC                           |
| 407026     | 2009 SK43  | 16 set 2009 | Kitt Peak         | Spacewatch          | —         | MPC                           |
| 407027     | 2009 SG44  | 16 set 2009 | Kitt Peak         | Spacewatch          | —         | MPC                           |
| 407028     | 2009 SV46  | 16 set 2009 | Kitt Peak         | Spacewatch          | —         | MPC                           |
| 407029     | 2009 SR47  | 16 set 2009 | Kitt Peak         | Spacewatch          | —         | MPC                           |
| 407030     | 2009 ST51  | 17 set 2009 | Mount Lemmon      | Mount Lemmon Survey | —         | MPC                           |
| 407031     | 2009 SW53  | 17 set 2009 | Kitt Peak         | Spacewatch          | —         | MPC                           |
| 407032     | 2009 ST54  | 17 set 2009 | Mount Lemmon      | Mount Lemmon Survey | —         | MPC                           |
| 407033     | 2009 SC56  | 17 set 2009 | Kitt Peak         | Spacewatch          | —         | MPC                           |
| 407034     | 2009 SY64  | 17 set 2009 | Mount Lemmon      | Mount Lemmon Survey | —         | MPC                           |
| 407035     | 2009 SA69  | 17 set 2009 | Kitt Peak         | Spacewatch          | Brangane  | MPC                           |
| 407036     | 2009 SM72  | 17 set 2009 | Mount Lemmon      | Mount Lemmon Survey | —         | MPC                           |
| 407037     | 2009 SQ72  | 17 set 2009 | Mount Lemmon      | Mount Lemmon Survey | —         | MPC                           |
| 407038     | 2009 SL81  | 15 ago 2009 | Kitt Peak         | Spacewatch          | Brangane  | MPC                           |
| 407039     | 2009 SX94  | 19 set 2009 | Mount Lemmon      | Mount Lemmon Survey | —         | MPC                           |
| 407040     | 2009 SD98  | 20 set 2009 | Kitt Peak         | Spacewatch          | —         | MPC                           |
| 407041     | 2009 SQ99  | 20 set 2009 | Vitebsk           | V. Nevski           | —         | MPC                           |
| 407042     | 2009 SF102 | 21 set 2009 | Mount Lemmon      | Mount Lemmon Survey | —         | MPC                           |
| 407043     | 2009 SM107 | 16 set 2009 | Kitt Peak         | Spacewatch          | —         | MPC                           |
| 407044     | 2009 SM110 | 9 abr 1996  | Kitt Peak         | Spacewatch          | Brangane  | MPC                           |
| 407045     | 2009 SU110 | 18 set 2009 | Bergisch Gladbach | W. Bickel           | —         | MPC                           |
| 407046     | 2009 SG111 | 8 out 2004  | Kitt Peak         | Spacewatch          | —         | MPC                           |
| 407047     | 2009 SP111 | 18 abr 2007 | Kitt Peak         | Spacewatch          | —         | MPC                           |
| 407048     | 2009 SM113 | 18 set 2009 | Kitt Peak         | Spacewatch          | —         | MPC                           |
| 407049     | 2009 SR123 | 18 set 2009 | Kitt Peak         | Spacewatch          | —         | MPC                           |
| 407050     | 2009 SF132 | 18 set 2009 | Kitt Peak         | Spacewatch          | —         | MPC                           |
| 407051     | 2009 SL133 | 2 fev 2006  | Kitt Peak         | Spacewatch          | —         | MPC                           |
| 407052     | 2009 SZ133 | 18 set 2009 | Kitt Peak         | Spacewatch          | Brangane  | MPC                           |
| 407053     | 2009 SY136 | 18 set 2009 | Kitt Peak         | Spacewatch          | —         | MPC                           |
| 407054     | 2009 SR137 | 18 set 2009 | Kitt Peak         | Spacewatch          | —         | MPC                           |
| 407055     | 2009 SR138 | 18 set 2009 | Kitt Peak         | Spacewatch          | —         | MPC                           |
| 407056     | 2009 SY143 | 19 set 2009 | Kitt Peak         | Spacewatch          | —         | MPC                           |
| 407057     | 2009 SA145 | 19 set 2009 | Mount Lemmon      | Mount Lemmon Survey | —         | MPC                           |
| 407058     | 2009 SF151 | 17 nov 2004 | Campo Imperatore  | CINEOS              | —         | MPC                           |
| 407059     | 2009 SP152 | 20 set 2009 | Mount Lemmon      | Mount Lemmon Survey | —         | MPC                           |
| 407060     | 2009 SK154 | 20 set 2009 | Kitt Peak         | Spacewatch          | —         | MPC                           |
| 407061     | 2009 SJ157 | 20 set 2009 | Kitt Peak         | Spacewatch          | —         | MPC                           |
| 407062     | 2009 SV164 | 21 set 2009 | Kitt Peak         | Spacewatch          | —         | MPC                           |
| 407063     | 2009 SB165 | 21 set 2009 | Kitt Peak         | Spacewatch          | —         | MPC                           |
| 407064     | 2009 SO166 | 22 set 2009 | Mount Lemmon      | Mount Lemmon Survey | —         | MPC                           |
| 407065     | 2009 SC167 | 23 set 2009 | Kitt Peak         | Spacewatch          | —         | MPC                           |
| 407066     | 2009 SA169 | 6 jan 2006  | Anderson Mesa     | LONEOS              | —         | MPC                           |
| 407067     | 2009 SF169 | 14 ago 2004 | Campo Imperatore  | CINEOS              | —         | MPC                           |
| 407068     | 2009 SF173 | 18 set 2009 | Kitt Peak         | Spacewatch          | Brangane  | MPC                           |
| 407069     | 2009 SV183 | 21 set 2009 | Kitt Peak         | Spacewatch          | —         | MPC                           |
| 407070     | 2009 SH192 | 22 set 2009 | Kitt Peak         | Spacewatch          | —         | MPC                           |
| 407071     | 2009 SK192 | 9 mar 2007  | Kitt Peak         | Spacewatch          | —         | MPC                           |
| 407072     | 2009 SM194 | 12 set 2009 | Kitt Peak         | Spacewatch          | —         | MPC                           |
| 407073     | 2009 SV197 | 12 mar 2007 | Kitt Peak         | Spacewatch          | —         | MPC                           |
| 407074     | 2009 SY197 | 22 set 2009 | Kitt Peak         | Spacewatch          | —         | MPC                           |
| 407075     | 2009 SV198 | 22 set 2009 | Kitt Peak         | Spacewatch          | —         | MPC                           |
| 407076     | 2009 SV205 | 16 abr 2007 | Mount Lemmon      | Mount Lemmon Survey | —         | MPC                           |
| 407077     | 2009 SM207 | 15 set 2009 | Kitt Peak         | Spacewatch          | —         | MPC                           |
| 407078     | 2009 SN208 | 23 set 2009 | Kitt Peak         | Spacewatch          | —         | MPC                           |
| 407079     | 2009 SX211 | 23 set 2009 | Kitt Peak         | Spacewatch          | —         | MPC                           |
| 407080     | 2009 SE216 | 24 set 2009 | Kitt Peak         | Spacewatch          | —         | MPC                           |
| 407081     | 2009 SH217 | 24 set 2009 | Kitt Peak         | Spacewatch          | —         | MPC                           |
| 407082     | 2009 SL222 | 25 set 2009 | Mount Lemmon      | Mount Lemmon Survey | —         | MPC                           |
| 407083     | 2009 ST228 | 15 ago 2009 | Kitt Peak         | Spacewatch          | —         | MPC                           |
| 407084     | 2009 SV234 | 31 jul 2009 | Catalina          | CSS                 | —         | MPC                           |
| 407085     | 2009 SZ244 | 19 set 2009 | Kitt Peak         | Spacewatch          | —         | MPC                           |
| 407086     | 2009 SO254 | 23 set 2009 | Kitt Peak         | Spacewatch          | —         | MPC                           |
| 407087     | 2009 ST254 | 17 set 2009 | Kitt Peak         | Spacewatch          | Brangane  | MPC                           |
| 407088     | 2009 SG255 | 16 set 2009 | Siding Spring     | SSS                 | —         | MPC                           |
| 407089     | 2009 SH259 | 18 ago 2009 | Kitt Peak         | Spacewatch          | —         | MPC                           |
| 407090     | 2009 SZ259 | 13 set 2004 | Kitt Peak         | Spacewatch          | —         | MPC                           |
| 407091     | 2009 SF264 | 23 set 2009 | Mount Lemmon      | Mount Lemmon Survey | —         | MPC                           |
| 407092     | 2009 SF268 | 24 set 2009 | Kitt Peak         | Spacewatch          | Brangane  | MPC                           |
| 407093     | 2009 SN273 | 21 fev 2007 | Mount Lemmon      | Mount Lemmon Survey | —         | MPC                           |
| 407094     | 2009 SB274 | 25 set 2009 | Kitt Peak         | Spacewatch          | —         | MPC                           |
| 407095     | 2009 SB275 | 25 set 2009 | Kitt Peak         | Spacewatch          | Brangane  | MPC                           |
| 407096     | 2009 SE276 | 25 set 2009 | Kitt Peak         | Spacewatch          | —         | MPC                           |
| 407097     | 2009 SW280 | 17 set 2009 | Kitt Peak         | Spacewatch          | Brangane  | MPC                           |
| 407098     | 2009 SY280 | 25 set 2009 | Kitt Peak         | Spacewatch          | —         | MPC                           |
| 407099     | 2009 SY282 | 25 set 2009 | Kitt Peak         | Spacewatch          | —         | MPC                           |
| 407100     | 2009 SY283 | 17 set 2009 | Kitt Peak         | Spacewatch          | —         | MPC                           |

## 407101–407200
| Designação | Designação | Descoberta    | Descoberta       | Descobridor(es)            | Categoria | Mais informações / Referência |
| Permanente | Provisória | Data          | Local            | Descobridor(es)            | Categoria | Mais informações / Referência |
| ---------- | ---------- | ------------- | ---------------- | -------------------------- | --------- | ----------------------------- |
| 407101     | 2009 SL284 | 25 set 2009   | Catalina         | CSS                        | —         | MPC                           |
| 407102     | 2009 SO285 | 27 ago 2009   | Kitt Peak        | Spacewatch                 | —         | MPC                           |
| 407103     | 2009 SF287 | 25 set 2009   | Kitt Peak        | Spacewatch                 | Brangane  | MPC                           |
| 407104     | 2009 SK287 | 25 set 2009   | Kitt Peak        | Spacewatch                 | —         | MPC                           |
| 407105     | 2009 SJ288 | 25 set 2009   | Kitt Peak        | Spacewatch                 | —         | MPC                           |
| 407106     | 2009 SY288 | 18 set 2009   | Kitt Peak        | Spacewatch                 | —         | MPC                           |
| 407107     | 2009 SR289 | 25 set 2009   | Kitt Peak        | Spacewatch                 | —         | MPC                           |
| 407108     | 2009 SS292 | 26 set 2009   | Kitt Peak        | Spacewatch                 | —         | MPC                           |
| 407109     | 2009 SS294 | 27 set 2009   | Catalina         | CSS                        | —         | MPC                           |
| 407110     | 2009 SY297 | 28 set 2009   | Mount Lemmon     | Mount Lemmon Survey        | Brangane  | MPC                           |
| 407111     | 2009 SN299 | 29 set 2009   | Mount Lemmon     | Mount Lemmon Survey        | —         | MPC                           |
| 407112     | 2009 SX300 | 16 set 2009   | Kitt Peak        | Spacewatch                 | —         | MPC                           |
| 407113     | 2009 SM304 | 31 jul 2009   | Kitt Peak        | Spacewatch                 | Brangane  | MPC                           |
| 407114     | 2009 SZ304 | 17 set 2009   | Kitt Peak        | Spacewatch                 | —         | MPC                           |
| 407115     | 2009 SA307 | 17 set 2009   | Kitt Peak        | Spacewatch                 | —         | MPC                           |
| 407116     | 2009 SC308 | 17 set 2009   | Mount Lemmon     | Mount Lemmon Survey        | —         | MPC                           |
| 407117     | 2009 SL308 | 27 ago 2009   | Kitt Peak        | Spacewatch                 | Ursula    | MPC                           |
| 407118     | 2009 SE317 | 28 ago 2009   | Kitt Peak        | Spacewatch                 | —         | MPC                           |
| 407119     | 2009 SY317 | 20 set 2009   | Kitt Peak        | Spacewatch                 | —         | MPC                           |
| 407120     | 2009 SO326 | 30 set 2009   | Mount Lemmon     | Mount Lemmon Survey        | —         | MPC                           |
| 407121     | 2009 SW326 | 18 set 2009   | Catalina         | CSS                        | —         | MPC                           |
| 407122     | 2009 SD327 | 28 set 2009   | Catalina         | CSS                        | —         | MPC                           |
| 407123     | 2009 SH328 | 26 set 2009   | Kitt Peak        | Spacewatch                 | Eos       | MPC                           |
| 407124     | 2009 SA329 | 16 set 2009   | Catalina         | CSS                        | —         | MPC                           |
| 407125     | 2009 SO334 | 25 set 2009   | Catalina         | CSS                        | Brangane  | MPC                           |
| 407126     | 2009 SH340 | 20 set 2009   | Kitt Peak        | Spacewatch                 | —         | MPC                           |
| 407127     | 2009 SO340 | 20 set 2009   | Kitt Peak        | Spacewatch                 | Brangane  | MPC                           |
| 407128     | 2009 SC342 | 16 set 2009   | Kitt Peak        | Spacewatch                 | —         | MPC                           |
| 407129     | 2009 SL350 | 23 set 2009   | Mount Lemmon     | Mount Lemmon Survey        | —         | MPC                           |
| 407130     | 2009 SO350 | 26 set 2009   | Kitt Peak        | Spacewatch                 | —         | MPC                           |
| 407131     | 2009 SH355 | 18 set 2009   | Mount Lemmon     | Mount Lemmon Survey        | —         | MPC                           |
| 407132     | 2009 SH357 | 21 set 2009   | Mount Lemmon     | Mount Lemmon Survey        | —         | MPC                           |
| 407133     | 2009 SF359 | 21 set 2009   | Mount Lemmon     | Mount Lemmon Survey        | —         | MPC                           |
| 407134     | 2009 SF362 | 20 set 2009   | Mount Lemmon     | Mount Lemmon Survey        | —         | MPC                           |
| 407135     | 2009 SJ362 | 21 set 2009   | Mount Lemmon     | Mount Lemmon Survey        | —         | MPC                           |
| 407136     | 2009 SD363 | 17 ago 2009   | Kitt Peak        | Spacewatch                 | —         | MPC                           |
| 407137     | 2009 SH363 | 16 set 2009   | Kitt Peak        | Spacewatch                 | —         | MPC                           |
| 407138     | 2009 SW366 | 13 out 2004   | Kitt Peak        | Spacewatch                 | Brangane  | MPC                           |
| 407139     | 2009 TD2   | 11 out 200es9 | Antares          | ARO                        | —         | MPC                           |
| 407140     | 2009 TN4   | 2 out 2009    | Mount Lemmon     | Mount Lemmon Survey        | Brangane  | MPC                           |
| 407141     | 2009 TG6   | 12 out 2009   | Mount Lemmon     | Mount Lemmon Survey        | —         | MPC                           |
| 407142     | 2009 TO10  | 7 out 2004    | Anderson Mesa    | LONEOS                     | —         | MPC                           |
| 407143     | 2009 TJ11  | 13 out 2009   | Bergisch Gladbac | W. Bickel                  | —         | MPC                           |
| 407144     | 2009 TB15  | 27 set 2009   | Mount Lemmon     | Mount Lemmon Survey        | —         | MPC                           |
| 407145     | 2009 TP28  | 16 set 2009   | Kitt Peak        | Spacewatch                 | —         | MPC                           |
| 407146     | 2009 TK32  | 22 set 2009   | Mount Lemmon     | Mount Lemmon Survey        | —         | MPC                           |
| 407147     | 2009 TL34  | 11 out 2009   | La Sagra         | Mallorca Obs.              | —         | MPC                           |
| 407148     | 2009 TK35  | 16 set 2009   | Mount Lemmon     | Mount Lemmon Survey        | —         | MPC                           |
| 407149     | 2009 TE36  | 14 out 2009   | Catalina         | CSS                        | —         | MPC                           |
| 407150     | 2009 TW38  | 2 out 2009    | Mount Lemmon     | Mount Lemmon Survey        | —         | MPC                           |
| 407151     | 2009 TD39  | 15 out 2009   | Catalina         | CSS                        | —         | MPC                           |
| 407152     | 2009 TF41  | 29 set 2009   | Mount Lemmon     | Mount Lemmon Survey        | —         | MPC                           |
| 407153     | 2009 TW44  | 15 out 2009   | Catalina         | CSS                        | —         | MPC                           |
| 407154     | 2009 UH2   | 18 out 2009   | Tzec Maun        | D. Chestnov, A. Novichonok | —         | MPC                           |
| 407155     | 2009 UY4   | 28 set 2009   | Mount Lemmon     | Mount Lemmon Survey        | —         | MPC                           |
| 407156     | 2009 UP6   | 16 out 2009   | Mount Lemmon     | Mount Lemmon Survey        | —         | MPC                           |
| 407157     | 2009 UG7   | 16 out 2009   | Mount Lemmon     | Mount Lemmon Survey        | —         | MPC                           |
| 407158     | 2009 UY7   | 16 out 2009   | Mount Lemmon     | Mount Lemmon Survey        | —         | MPC                           |
| 407159     | 2009 UQ18  | 19 out 2009   | Taunus           | S. Karge, R. Kling         | —         | MPC                           |
| 407160     | 2009 UX21  | 14 abr 2007   | Mount Lemmon     | Mount Lemmon Survey        | —         | MPC                           |
| 407161     | 2009 UM25  | 18 out 2009   | Mount Lemmon     | Mount Lemmon Survey        | —         | MPC                           |
| 407162     | 2009 UM26  | 21 out 2009   | Catalina         | CSS                        | —         | MPC                           |
| 407163     | 2009 UT26  | 21 out 2009   | Catalina         | CSS                        | —         | MPC                           |
| 407164     | 2009 UK29  | 18 out 2009   | Mount Lemmon     | Mount Lemmon Survey        | —         | MPC                           |
| 407165     | 2009 UN30  | 18 out 2009   | Mount Lemmon     | Mount Lemmon Survey        | —         | MPC                           |
| 407166     | 2009 UR34  | 27 set 2009   | Mount Lemmon     | Mount Lemmon Survey        | —         | MPC                           |
| 407167     | 2009 UA37  | 11 out 2009   | Mount Lemmon     | Mount Lemmon Survey        | —         | MPC                           |
| 407168     | 2009 UH37  | 22 out 2009   | Mount Lemmon     | Mount Lemmon Survey        | —         | MPC                           |
| 407169     | 2009 UU42  | 20 out 1998   | Kitt Peak        | Spacewatch                 | —         | MPC                           |
| 407170     | 2009 UU46  | 18 out 2009   | Mount Lemmon     | Mount Lemmon Survey        | —         | MPC                           |
| 407171     | 2009 UC50  | 22 out 2009   | Mount Lemmon     | Mount Lemmon Survey        | —         | MPC                           |
| 407172     | 2009 UW50  | 21 set 2009   | Mount Lemmon     | Mount Lemmon Survey        | —         | MPC                           |
| 407173     | 2009 UJ59  | 21 set 2009   | Mount Lemmon     | Mount Lemmon Survey        | —         | MPC                           |
| 407174     | 2009 UP59  | 27 set 2009   | Mount Lemmon     | Mount Lemmon Survey        | —         | MPC                           |
| 407175     | 2009 UY61  | 17 out 2009   | Mount Lemmon     | Mount Lemmon Survey        | Brangane  | MPC                           |
| 407176     | 2009 UD62  | 17 out 2009   | Mount Lemmon     | Mount Lemmon Survey        | —         | MPC                           |
| 407177     | 2009 UW62  | 21 set 2009   | Kitt Peak        | Spacewatch                 | —         | MPC                           |
| 407178     | 2009 UE63  | 17 set 2009   | Kitt Peak        | Spacewatch                 | —         | MPC                           |
| 407179     | 2009 UQ67  | 29 set 2009   | Kitt Peak        | Spacewatch                 | —         | MPC                           |
| 407180     | 2009 UN70  | 23 jan 2006   | Mount Lemmon     | Mount Lemmon Survey        | —         | MPC                           |
| 407181     | 2009 UR81  | 22 out 2009   | Mount Lemmon     | Mount Lemmon Survey        | —         | MPC                           |
| 407182     | 2009 UB83  | 23 out 2009   | Mount Lemmon     | Mount Lemmon Survey        | —         | MPC                           |
| 407183     | 2009 UN85  | 6 jun 2008    | Kitt Peak        | Spacewatch                 | —         | MPC                           |
| 407184     | 2009 UR86  | 24 out 2009   | Catalina         | CSS                        | —         | MPC                           |
| 407185     | 2009 UV86  | 24 out 2009   | Kitt Peak        | Spacewatch                 | —         | MPC                           |
| 407186     | 2009 UJ94  | 21 out 2009   | Catalina         | CSS                        | —         | MPC                           |
| 407187     | 2009 UM94  | 17 set 2009   | Mount Lemmon     | Mount Lemmon Survey        | —         | MPC                           |
| 407188     | 2009 UR97  | 14 out 2009   | Catalina         | CSS                        | —         | MPC                           |
| 407189     | 2009 US98  | 23 out 2009   | Mount Lemmon     | Mount Lemmon Survey        | —         | MPC                           |
| 407190     | 2009 UV115 | 12 set 2009   | Kitt Peak        | Spacewatch                 | —         | MPC                           |
| 407191     | 2009 UY116 | 22 out 2009   | Mount Lemmon     | Mount Lemmon Survey        | Brangane  | MPC                           |
| 407192     | 2009 US117 | 22 out 2009   | Mount Lemmon     | Mount Lemmon Survey        | —         | MPC                           |
| 407193     | 2009 UH118 | 23 out 2009   | Mount Lemmon     | Mount Lemmon Survey        | —         | MPC                           |
| 407194     | 2009 UW118 | 18 set 2009   | Kitt Peak        | Spacewatch                 | —         | MPC                           |
| 407195     | 2009 UA121 | 24 out 2009   | Kitt Peak        | Spacewatch                 | —         | MPC                           |
| 407196     | 2009 UG122 | 26 out 2009   | Mount Lemmon     | Mount Lemmon Survey        | —         | MPC                           |
| 407197     | 2009 UX129 | 27 out 2009   | La Sagra         | Mallorca Obs.              | —         | MPC                           |
| 407198     | 2009 UG132 | 28 set 2009   | Catalina         | CSS                        | Brangane  | MPC                           |
| 407199     | 2009 UW136 | 25 out 2009   | Catalina         | CSS                        | —         | MPC                           |
| 407200     | 2009 UF137 | 28 out 2009   | La Sagra         | Mallorca Obs.              | —         | MPC                           |

## 407201–407300
| Designação      | Designação | Descoberta  | Descoberta       | Descobridor(es)            | Categoria | Mais informações / Referência |
| Permanente      | Provisória | Data        | Local            | Descobridor(es)            | Categoria | Mais informações / Referência |
| --------------- | ---------- | ----------- | ---------------- | -------------------------- | --------- | ----------------------------- |
| 407201          | 2009 UU142 | 18 out 2009 | Mount Lemmon     | Mount Lemmon Survey        | —         | MPC                           |
| 407202          | 2009 UR143 | 16 out 2003 | Kitt Peak        | Spacewatch                 | —         | MPC                           |
| 407203          | 2009 UU149 | 26 out 2009 | Mount Lemmon     | Mount Lemmon Survey        | Brangane  | MPC                           |
| 407204          | 2009 UQ150 | 18 out 2009 | Mount Lemmon     | Mount Lemmon Survey        | —         | MPC                           |
| 407205          | 2009 UY150 | 23 out 2009 | Kitt Peak        | Spacewatch                 | —         | MPC                           |
| 407206          | 2009 UD153 | 24 out 2009 | Mount Lemmon     | Mount Lemmon Survey        | Ursula    | MPC                           |
| 407207          | 2009 UK154 | 22 out 2009 | Bisei SG Center  | BATTeRS                    | —         | MPC                           |
| 407208          | 2009 VR1   | 9 nov 2009  | Calvin-Rehoboth  | L. A. Molnar               | —         | MPC                           |
| 407209          | 2009 VA2   | 9 nov 2009  | Socorro          | LINEAR                     | —         | MPC                           |
| 407210          | 2009 VS2   | 9 nov 2009  | Socorro          | LINEAR                     | —         | MPC                           |
| 407211          | 2009 VF8   | 8 nov 2009  | Catalina         | CSS                        | —         | MPC                           |
| 407212          | 2009 VD16  | 8 nov 2009  | Mount Lemmon     | Mount Lemmon Survey        | —         | MPC                           |
| 407213          | 2009 VY18  | 9 nov 2009  | Kitt Peak        | Spacewatch                 | —         | MPC                           |
| 407214          | 2009 VV39  | 11 nov 2009 | Kitt Peak        | Spacewatch                 | —         | MPC                           |
| 407215          | 2009 VV42  | 21 out 2009 | Catalina         | CSS                        | —         | MPC                           |
| 407216          | 2009 VP63  | 8 nov 2009  | Kitt Peak        | Spacewatch                 | —         | MPC                           |
| 407217          | 2009 VO73  | 25 mar 2006 | Kitt Peak        | Spacewatch                 | —         | MPC                           |
| 407218          | 2009 VA74  | 11 nov 2009 | Mount Lemmon     | Mount Lemmon Survey        | —         | MPC                           |
| 407219          | 2009 VW74  | 11 nov 2009 | Mount Lemmon     | Mount Lemmon Survey        | —         | MPC                           |
| 407220          | 2009 VM78  | 9 nov 2009  | Catalina         | CSS                        | —         | MPC                           |
| 407221          | 2009 VQ85  | 10 nov 2009 | Kitt Peak        | Spacewatch                 | —         | MPC                           |
| 407222          | 2009 VU87  | 15 jan 2005 | Kitt Peak        | Spacewatch                 | Ursula    | MPC                           |
| 407223          | 2009 VY92  | 15 nov 2009 | Catalina         | CSS                        | Brangane  | MPC                           |
| 407224          | 2009 VB93  | 8 nov 2009  | Catalina         | CSS                        | —         | MPC                           |
| 407225          | 2009 VZ95  | 22 out 2009 | Mount Lemmon     | Mount Lemmon Survey        | —         | MPC                           |
| 407226          | 2009 VQ106 | 9 nov 2009  | Catalina         | CSS                        | —         | MPC                           |
| 407227          | 2009 WH9   | 18 jan 2005 | Kitt Peak        | Spacewatch                 | —         | MPC                           |
| 407228          | 2009 WY10  | 20 nov 2009 | Tzec Maun        | D. Chestnov, A. Novichonok | Ursula    | MPC                           |
| 407229          | 2009 WS19  | 17 nov 2009 | Mount Lemmon     | Mount Lemmon Survey        | —         | MPC                           |
| 407230          | 2009 WZ24  | 21 nov 2009 | Mayhill          | A. Lowe                    | —         | MPC                           |
| 407231          | 2009 WA25  | 21 nov 2009 | Tzec Maun        | D. Chestnov, A. Novichonok | —         | MPC                           |
| 407232          | 2009 WL35  | 17 nov 2009 | Kitt Peak        | Spacewatch                 | —         | MPC                           |
| 407233          | 2009 WU43  | 17 nov 2009 | Mount Lemmon     | Mount Lemmon Survey        | —         | MPC                           |
| 407234          | 2009 WM51  | 9 nov 2009  | Kitt Peak        | Spacewatch                 | —         | MPC                           |
| 407235          | 2009 WO53  | 16 nov 2009 | Socorro          | LINEAR                     | —         | MPC                           |
| 407236          | 2009 WR69  | 18 nov 2009 | Kitt Peak        | Spacewatch                 | Brangane  | MPC                           |
| 407237          | 2009 WW81  | 18 nov 2009 | La Sagra         | Mallorca Obs.              | —         | MPC                           |
| 407238          | 2009 WY84  | 28 set 2003 | Kitt Peak        | Spacewatch                 | —         | MPC                           |
| 407239          | 2009 WZ95  | 20 nov 2009 | Mount Lemmon     | Mount Lemmon Survey        | —         | MPC                           |
| 407240          | 2009 WP98  | 21 nov 2009 | Kitt Peak        | Spacewatch                 | —         | MPC                           |
| 407241          | 2009 WO99  | 18 out 2009 | Mount Lemmon     | Mount Lemmon Survey        | —         | MPC                           |
| 407242          | 2009 WD100 | 21 nov 2009 | Kitt Peak        | Spacewatch                 | —         | MPC                           |
| 407243 Krapivin | 2009 WQ100 | 21 nov 2009 | Zelenchukskaya S | T. V. Kryachko             | —         | MPC                           |
| 407244          | 2009 WN104 | 20 nov 2009 | La Sagra         | Mallorca Obs.              | —         | MPC                           |
| 407245          | 2009 WL157 | 20 nov 2009 | Mount Lemmon     | Mount Lemmon Survey        | —         | MPC                           |
| 407246          | 2009 WK164 | 21 nov 2009 | Kitt Peak        | Spacewatch                 | —         | MPC                           |
| 407247          | 2009 WE168 | 9 nov 2009  | Mount Lemmon     | Mount Lemmon Survey        | —         | MPC                           |
| 407248          | 2009 WB185 | 24 nov 2009 | La Sagra         | Mallorca Obs.              | —         | MPC                           |
| 407249          | 2009 WG187 | 16 set 2003 | Kitt Peak        | Spacewatch                 | —         | MPC                           |
| 407250          | 2009 WK200 | 19 jan 2005 | Kitt Peak        | Spacewatch                 | —         | MPC                           |
| 407251          | 2009 WD217 | 23 out 2009 | Kitt Peak        | Spacewatch                 | —         | MPC                           |
| 407252          | 2009 WA221 | 16 nov 2009 | Mount Lemmon     | Mount Lemmon Survey        | —         | MPC                           |
| 407253          | 2009 WK234 | 14 set 2009 | Kitt Peak        | Spacewatch                 | Brangane  | MPC                           |
| 407254          | 2009 WC261 | 16 nov 2009 | Socorro          | LINEAR                     | —         | MPC                           |
| 407255          | 2010 AB57  | 1 nov 2006  | Catalina         | CSS                        | —         | MPC                           |
| 407256          | 2010 AG72  | 13 jan 2010 | Mount Lemmon     | Mount Lemmon Survey        | —         | MPC                           |
| 407257          | 2010 AX104 | 29 set 2009 | Mount Lemmon     | Mount Lemmon Survey        | —         | MPC                           |
| 407258          | 2010 AU117 | 2 out 2009  | Mount Lemmon     | Mount Lemmon Survey        | —         | MPC                           |
| 407259          | 2010 AS137 | 1 out 2009  | Mount Lemmon     | Mount Lemmon Survey        | —         | MPC                           |
| 407260          | 2010 BP1   | 18 jan 2010 | Dauban           | F. Kugel                   | —         | MPC                           |
| 407261          | 2010 BQ3   | 21 jan 2010 | Haleakalā        | M. Micheli                 | —         | MPC                           |
| 407262          | 2010 BX37  | 14 jan 2010 | Mount Lemmon     | Mount Lemmon Survey        | —         | MPC                           |
| 407263          | 2010 BM55  | 26 ago 2009 | Catalina         | CSS                        | —         | MPC                           |
| 407264          | 2010 BM61  | 9 mai 2007  | Mount Lemmon     | Mount Lemmon Survey        | —         | MPC                           |
| 407265          | 2010 CN35  | 14 mar 2007 | Mount Lemmon     | Mount Lemmon Survey        | —         | MPC                           |
| 407266          | 2010 CB43  | 9 fev 2010  | Kitt Peak        | Spacewatch                 | —         | MPC                           |
| 407267          | 2010 CW54  | 14 fev 2010 | WISE             | WISE                       | —         | MPC                           |
| 407268          | 2010 CX65  | 9 fev 2010  | Catalina         | CSS                        | —         | MPC                           |
| 407269          | 2010 CO145 | 18 dez 2003 | Socorro          | LINEAR                     | —         | MPC                           |
| 407270          | 2010 CK147 | 13 fev 2010 | Catalina         | CSS                        | —         | MPC                           |
| 407271          | 2010 CZ237 | 29 set 2009 | Mount Lemmon     | Mount Lemmon Survey        | —         | MPC                           |
| 407272          | 2010 DQ25  | 20 fev 2010 | WISE             | WISE                       | —         | MPC                           |
| 407273          | 2010 DU73  | 28 fev 2010 | WISE             | WISE                       | —         | MPC                           |
| 407274          | 2010 EC80  | 12 mar 2010 | Mount Lemmon     | Mount Lemmon Survey        | —         | MPC                           |
| 407275          | 2010 FS5   | 17 mar 2010 | Kitt Peak        | Spacewatch                 | —         | MPC                           |
| 407276          | 2010 FH14  | 17 mar 2010 | Kitt Peak        | Spacewatch                 | —         | MPC                           |
| 407277          | 2010 FB86  | 25 mar 2010 | Mount Lemmon     | Mount Lemmon Survey        | —         | MPC                           |
| 407278          | 2010 FM93  | 26 mai 2007 | Mount Lemmon     | Mount Lemmon Survey        | —         | MPC                           |
| 407279          | 2010 GR100 | 21 mar 2010 | Kitt Peak        | Spacewatch                 | —         | MPC                           |
| 407280          | 2010 GC113 | 19 mar 2010 | Kitt Peak        | Spacewatch                 | —         | MPC                           |
| 407281          | 2010 GA117 | 18 fev 2010 | Mount Lemmon     | Mount Lemmon Survey        | —         | MPC                           |
| 407282          | 2010 GB117 | 16 mar 2010 | Kitt Peak        | Spacewatch                 | —         | MPC                           |
| 407283          | 2010 GX120 | 7 out 2004  | Kitt Peak        | Spacewatch                 | —         | MPC                           |
| 407284          | 2010 GG124 | 4 abr 2010  | Kitt Peak        | Spacewatch                 | —         | MPC                           |
| 407285          | 2010 GO125 | 13 mar 2010 | Mount Lemmon     | Mount Lemmon Survey        | —         | MPC                           |
| 407286          | 2010 GW140 | 20 out 2007 | Kitt Peak        | Spacewatch                 | —         | MPC                           |
| 407287          | 2010 GB157 | 9 abr 2010  | Kitt Peak        | Spacewatch                 | —         | MPC                           |
| 407288          | 2010 GS158 | 15 abr 2010 | Kitt Peak        | Spacewatch                 | —         | MPC                           |
| 407289          | 2010 HV63  | 26 abr 2010 | WISE             | WISE                       | —         | MPC                           |
| 407290          | 2010 HH71  | 27 abr 2010 | WISE             | WISE                       | Flora     | MPC                           |
| 407291          | 2010 HE104 | 9 abr 2010  | Kitt Peak        | Spacewatch                 | —         | MPC                           |
| 407292          | 2010 JY28  | 2 mai 2010  | Kitt Peak        | Spacewatch                 | —         | MPC                           |
| 407293          | 2010 JH38  | 11 set 2007 | Kitt Peak        | Spacewatch                 | —         | MPC                           |
| 407294          | 2010 JT45  | 23 jun 2007 | Kitt Peak        | Spacewatch                 | —         | MPC                           |
| 407295          | 2010 JY108 | 12 mai 2010 | WISE             | WISE                       | —         | MPC                           |
| 407296          | 2010 JT111 | 13 mar 2010 | Mount Lemmon     | Mount Lemmon Survey        | —         | MPC                           |
| 407297          | 2010 JT150 | 11 mai 2010 | Kitt Peak        | Spacewatch                 | —         | MPC                           |
| 407298          | 2010 JF152 | 6 mai 2010  | Mount Lemmon     | Mount Lemmon Survey        | —         | MPC                           |
| 407299          | 2010 KB88  | 29 jul 2006 | Siding Spring    | SSS                        | —         | MPC                           |
| 407300          | 2010 LL53  | 9 jun 2010  | WISE             | WISE                       | Meliboea  | MPC                           |

## 407301–407400
| Designação | Designação | Descoberta  | Descoberta      | Descobridor(es)     | Categoria | Mais informações / Referência |
| Permanente | Provisória | Data        | Local           | Descobridor(es)     | Categoria | Mais informações / Referência |
| ---------- | ---------- | ----------- | --------------- | ------------------- | --------- | ----------------------------- |
| 407301     | 2010 LE62  | 25 abr 2006 | Mount Lemmon    | Mount Lemmon Survey | —         | MPC                           |
| 407302     | 2010 LE67  | 23 jan 2006 | Kitt Peak       | Spacewatch          | —         | MPC                           |
| 407303     | 2010 LA90  | 12 jun 2010 | WISE            | WISE                | —         | MPC                           |
| 407304     | 2010 LM127 | 15 jun 2010 | WISE            | WISE                | —         | MPC                           |
| 407305     | 2010 LO127 | 15 jun 2010 | WISE            | WISE                | —         | MPC                           |
| 407306     | 2010 MJ7   | 16 jun 2010 | WISE            | WISE                | —         | MPC                           |
| 407307     | 2010 MT72  | 28 out 2006 | Mount Lemmon    | Mount Lemmon Survey | —         | MPC                           |
| 407308     | 2010 MA107 | 30 jun 2010 | WISE            | WISE                | —         | MPC                           |
| 407309     | 2010 NS14  | 10 jan 2003 | Socorro         | LINEAR              | —         | MPC                           |
| 407310     | 2010 NW23  | 6 jul 2010  | WISE            | WISE                | —         | MPC                           |
| 407311     | 2010 NC28  | 15 jan 2008 | Mount Lemmon    | Mount Lemmon Survey | —         | MPC                           |
| 407312     | 2010 NR53  | 10 jul 2010 | WISE            | WISE                | —         | MPC                           |
| 407313     | 2010 NG58  | 10 jul 2010 | WISE            | WISE                | —         | MPC                           |
| 407314     | 2010 NB87  | 2 out 2006  | Mount Lemmon    | Mount Lemmon Survey | —         | MPC                           |
| 407315     | 2010 NC115 | 14 jul 2010 | WISE            | WISE                | —         | MPC                           |
| 407316     | 2010 OJ3   | 16 jul 2010 | WISE            | WISE                | —         | MPC                           |
| 407317     | 2010 OJ24  | 19 jul 2010 | WISE            | WISE                | —         | MPC                           |
| 407318     | 2010 ON66  | 15 dez 2006 | Mount Lemmon    | Mount Lemmon Survey | —         | MPC                           |
| 407319     | 2010 OR76  | 25 jul 2010 | WISE            | WISE                | —         | MPC                           |
| 407320     | 2010 OL90  | 29 ago 2005 | Kitt Peak       | Spacewatch          | —         | MPC                           |
| 407321     | 2010 OK91  | 5 jan 2003  | Socorro         | LINEAR              | —         | MPC                           |
| 407322     | 2010 OM91  | 28 ago 2005 | Kitt Peak       | Spacewatch          | —         | MPC                           |
| 407323     | 2010 OM98  | 28 jul 2010 | WISE            | WISE                | —         | MPC                           |
| 407324     | 2010 OB101 | 18 jul 2010 | WISE            | WISE                | —         | MPC                           |
| 407325     | 2010 OS121 | 31 jul 2010 | WISE            | WISE                | —         | MPC                           |
| 407326     | 2010 PQ54  | 8 ago 2010  | WISE            | WISE                | —         | MPC                           |
| 407327     | 2010 PT55  | 8 ago 2010  | WISE            | WISE                | —         | MPC                           |
| 407328     | 2010 PL57  | 6 ago 2010  | La Sagra        | Mallorca Obs.       | —         | MPC                           |
| 407329     | 2010 PZ60  | 10 ago 2010 | Kitt Peak       | Spacewatch          | Mitidika  | MPC                           |
| 407330     | 2010 PS63  | 3 ago 2010  | Purple Mountain | PMO NEO             | —         | MPC                           |
| 407331     | 2010 PR76  | 10 ago 2010 | Kitt Peak       | Spacewatch          | —         | MPC                           |
| 407332     | 2010 PP79  | 12 ago 2010 | Kitt Peak       | Spacewatch          | —         | MPC                           |
| 407333     | 2010 PW79  | 10 ago 2010 | Kitt Peak       | Spacewatch          | —         | MPC                           |
| 407334     | 2010 QF    | 16 ago 2010 | La Sagra        | Mallorca Obs.       | —         | MPC                           |
| 407335     | 2010 QZ    | 16 set 2006 | Catalina        | CSS                 | —         | MPC                           |
| 407336     | 2010 RC15  | 2 set 2010  | Mount Lemmon    | Mount Lemmon Survey | —         | MPC                           |
| 407337     | 2010 RN26  | 1 jan 2008  | Kitt Peak       | Spacewatch          | —         | MPC                           |
| 407338     | 2010 RQ30  | 3 set 2010  | Mount Lemmon    | Mount Lemmon Survey | —         | MPC                           |
| 407339     | 2010 RV39  | 25 set 2006 | Catalina        | CSS                 | —         | MPC                           |
| 407340     | 2010 RP47  | 4 set 2010  | Kitt Peak       | Spacewatch          | —         | MPC                           |
| 407341     | 2010 RW47  | 4 set 2010  | Kitt Peak       | Spacewatch          | —         | MPC                           |
| 407342     | 2010 RN48  | 4 set 2010  | Kitt Peak       | Spacewatch          | —         | MPC                           |
| 407343     | 2010 RB51  | 4 set 2010  | Kitt Peak       | Spacewatch          | —         | MPC                           |
| 407344     | 2010 RX58  | 17 set 2006 | Catalina        | CSS                 | —         | MPC                           |
| 407345     | 2010 RS62  | 3 out 2006  | Catalina        | CSS                 | —         | MPC                           |
| 407346     | 2010 RC64  | 17 nov 2006 | Kitt Peak       | Spacewatch          | —         | MPC                           |
| 407347     | 2010 RG78  | 11 set 2010 | Kitt Peak       | Spacewatch          | —         | MPC                           |
| 407348     | 2010 RZ81  | 3 abr 2008  | Mount Lemmon    | Mount Lemmon Survey | —         | MPC                           |
| 407349     | 2010 RJ90  | 11 set 2010 | Wildberg        | R. Apitzsch         | —         | MPC                           |
| 407350     | 2010 RE99  | 6 ago 2010  | Kitt Peak       | Spacewatch          | —         | MPC                           |
| 407351     | 2010 RR99  | 10 set 2010 | Kitt Peak       | Spacewatch          | —         | MPC                           |
| 407352     | 2010 RB100 | 13 out 2006 | Kitt Peak       | Spacewatch          | —         | MPC                           |
| 407353     | 2010 RL100 | 26 fev 2008 | Mount Lemmon    | Mount Lemmon Survey | —         | MPC                           |
| 407354     | 2010 RK101 | 10 set 2010 | Kitt Peak       | Spacewatch          | —         | MPC                           |
| 407355     | 2010 RJ102 | 10 set 2010 | Kitt Peak       | Spacewatch          | —         | MPC                           |
| 407356     | 2010 RP103 | 10 set 2010 | Kitt Peak       | Spacewatch          | —         | MPC                           |
| 407357     | 2010 RL104 | 3 fev 2003  | Kitt Peak       | Spacewatch          | —         | MPC                           |
| 407358     | 2010 RS104 | 10 set 2010 | Kitt Peak       | Spacewatch          | —         | MPC                           |
| 407359     | 2010 RW104 | 10 set 2010 | Kitt Peak       | Spacewatch          | —         | MPC                           |
| 407360     | 2010 RS105 | 27 mai 2009 | Mount Lemmon    | Mount Lemmon Survey | —         | MPC                           |
| 407361     | 2010 RN106 | 10 set 2010 | Kitt Peak       | Spacewatch          | —         | MPC                           |
| 407362     | 2010 RJ107 | 10 set 2010 | Kitt Peak       | Spacewatch          | —         | MPC                           |
| 407363     | 2010 RQ110 | 28 set 2006 | Kitt Peak       | Spacewatch          | —         | MPC                           |
| 407364     | 2010 RW111 | 28 set 2006 | Mount Lemmon    | Mount Lemmon Survey | —         | MPC                           |
| 407365     | 2010 RV117 | 9 fev 2007  | Kitt Peak       | Spacewatch          | —         | MPC                           |
| 407366     | 2010 RO118 | 11 set 2010 | Kitt Peak       | Spacewatch          | —         | MPC                           |
| 407367     | 2010 RH126 | 7 fev 2008  | Mount Lemmon    | Mount Lemmon Survey | —         | MPC                           |
| 407368     | 2010 RS129 | 10 mar 2005 | Mount Lemmon    | Mount Lemmon Survey | —         | MPC                           |
| 407369     | 2010 RU129 | 6 out 2002  | Socorro         | LINEAR              | —         | MPC                           |
| 407370     | 2010 RM135 | 10 set 2010 | Kitt Peak       | Spacewatch          | —         | MPC                           |
| 407371     | 2010 RK136 | 13 mar 2008 | Kitt Peak       | Spacewatch          | —         | MPC                           |
| 407372     | 2010 RS139 | 27 set 2006 | Mount Lemmon    | Mount Lemmon Survey | —         | MPC                           |
| 407373     | 2010 RR146 | 4 set 2010  | Kitt Peak       | Spacewatch          | —         | MPC                           |
| 407374     | 2010 RN147 | 14 set 2010 | Kitt Peak       | Spacewatch          | —         | MPC                           |
| 407375     | 2010 RL149 | 16 jun 2010 | WISE            | WISE                | —         | MPC                           |
| 407376     | 2010 RQ149 | 15 set 2010 | Kitt Peak       | Spacewatch          | —         | MPC                           |
| 407377     | 2010 RR150 | 16 set 2006 | Kitt Peak       | Spacewatch          | —         | MPC                           |
| 407378     | 2010 RZ151 | 2 out 2006  | Mount Lemmon    | Mount Lemmon Survey | —         | MPC                           |
| 407379     | 2010 RF165 | 1 mar 2009  | Mount Lemmon    | Mount Lemmon Survey | —         | MPC                           |
| 407380     | 2010 RM173 | 5 set 2010  | Mount Lemmon    | Mount Lemmon Survey | —         | MPC                           |
| 407381     | 2010 RY174 | 9 set 2010  | Kitt Peak       | Spacewatch          | —         | MPC                           |
| 407382     | 2010 RZ177 | 11 set 2010 | Kitt Peak       | Spacewatch          | —         | MPC                           |
| 407383     | 2010 RM179 | 17 set 2006 | Kitt Peak       | Spacewatch          | —         | MPC                           |
| 407384     | 2010 RD180 | 4 set 2010  | Kitt Peak       | Spacewatch          | —         | MPC                           |
| 407385     | 2010 RX180 | 15 jun 2010 | Mount Lemmon    | Mount Lemmon Survey | —         | MPC                           |
| 407386     | 2010 RY180 | 11 set 2010 | Mount Lemmon    | Mount Lemmon Survey | —         | MPC                           |
| 407387     | 2010 SR13  | 17 set 2006 | Kitt Peak       | Spacewatch          | —         | MPC                           |
| 407388     | 2010 SY13  | 27 set 2010 | Kitt Peak       | Spacewatch          | —         | MPC                           |
| 407389     | 2010 SK27  | 19 out 2006 | Mount Lemmon    | Mount Lemmon Survey | —         | MPC                           |
| 407390     | 2010 SC29  | 28 fev 2008 | Mount Lemmon    | Mount Lemmon Survey | —         | MPC                           |
| 407391     | 2010 SS32  | 11 mai 2005 | Mount Lemmon    | Mount Lemmon Survey | —         | MPC                           |
| 407392     | 2010 SD33  | 3 out 2006  | Mount Lemmon    | Mount Lemmon Survey | —         | MPC                           |
| 407393     | 2010 SC34  | 8 fev 2008  | Kitt Peak       | Spacewatch          | —         | MPC                           |
| 407394     | 2010 SO35  | 14 set 2010 | Kitt Peak       | Spacewatch          | —         | MPC                           |
| 407395     | 2010 TG14  | 30 set 2006 | Mount Lemmon    | Mount Lemmon Survey | —         | MPC                           |
| 407396     | 2010 TN15  | 14 nov 2006 | Kitt Peak       | Spacewatch          | —         | MPC                           |
| 407397     | 2010 TH18  | 3 out 2006  | Mount Lemmon    | Mount Lemmon Survey | —         | MPC                           |
| 407398     | 2010 TL18  | 2 out 2006  | Mount Lemmon    | Mount Lemmon Survey | —         | MPC                           |
| 407399     | 2010 TC20  | 29 ago 2006 | Kitt Peak       | Spacewatch          | —         | MPC                           |
| 407400     | 2010 TK27  | 11 nov 2006 | Mount Lemmon    | Mount Lemmon Survey | —         | MPC                           |

## 407401–407500
| Designação | Designação | Descoberta  | Descoberta       | Descobridor(es)     | Categoria | Mais informações / Referência |
| Permanente | Provisória | Data        | Local            | Descobridor(es)     | Categoria | Mais informações / Referência |
| ---------- | ---------- | ----------- | ---------------- | ------------------- | --------- | ----------------------------- |
| 407401     | 2010 TT28  | 30 set 2006 | Mount Lemmon     | Mount Lemmon Survey | —         | MPC                           |
| 407402     | 2010 TZ30  | 14 set 2010 | Kitt Peak        | Spacewatch          | —         | MPC                           |
| 407403     | 2010 TA32  | 2 out 2010  | Kitt Peak        | Spacewatch          | —         | MPC                           |
| 407404     | 2010 TQ32  | 15 nov 2006 | Kitt Peak        | Spacewatch          | —         | MPC                           |
| 407405     | 2010 TV40  | 6 abr 2008  | Mount Lemmon     | Mount Lemmon Survey | —         | MPC                           |
| 407406     | 2010 TV44  | 3 out 2010  | Kitt Peak        | Spacewatch          | —         | MPC                           |
| 407407     | 2010 TZ65  | 2 mar 2008  | Kitt Peak        | Spacewatch          | —         | MPC                           |
| 407408     | 2010 TY77  | 17 set 2010 | Kitt Peak        | Spacewatch          | —         | MPC                           |
| 407409     | 2010 TQ80  | 15 mai 2009 | Kitt Peak        | Spacewatch          | —         | MPC                           |
| 407410     | 2010 TZ81  | 18 nov 2006 | Mount Lemmon     | Mount Lemmon Survey | —         | MPC                           |
| 407411     | 2010 TR82  | 23 out 2006 | Kitt Peak        | Spacewatch          | —         | MPC                           |
| 407412     | 2010 TR89  | 13 mar 2008 | Kitt Peak        | Spacewatch          | —         | MPC                           |
| 407413     | 2010 TM91  | 17 set 2010 | Kitt Peak        | Spacewatch          | —         | MPC                           |
| 407414     | 2010 TF93  | 19 out 2006 | Kitt Peak        | Spacewatch          | —         | MPC                           |
| 407415     | 2010 TK94  | 18 set 2006 | Kitt Peak        | Spacewatch          | —         | MPC                           |
| 407416     | 2010 TO94  | 28 mar 2008 | Mount Lemmon     | Mount Lemmon Survey | —         | MPC                           |
| 407417     | 2010 TZ94  | 27 out 2006 | Mount Lemmon     | Mount Lemmon Survey | —         | MPC                           |
| 407418     | 2010 TM97  | 20 out 2006 | Mount Lemmon     | Mount Lemmon Survey | —         | MPC                           |
| 407419     | 2010 TA99  | 2 out 2006  | Mount Lemmon     | Mount Lemmon Survey | —         | MPC                           |
| 407420     | 2010 TT99  | 1 out 2010  | Mount Lemmon     | Mount Lemmon Survey | —         | MPC                           |
| 407421     | 2010 TA100 | 4 set 2010  | Kitt Peak        | Spacewatch          | —         | MPC                           |
| 407422     | 2010 TB100 | 16 set 2010 | Kitt Peak        | Spacewatch          | —         | MPC                           |
| 407423     | 2010 TJ100 | 16 set 2010 | Kitt Peak        | Spacewatch          | —         | MPC                           |
| 407424     | 2010 TF103 | 17 out 2006 | Mount Lemmon     | Mount Lemmon Survey | —         | MPC                           |
| 407425     | 2010 TX108 | 17 mar 2004 | Kitt Peak        | Spacewatch          | —         | MPC                           |
| 407426     | 2010 TM115 | 13 abr 2004 | Kitt Peak        | Spacewatch          | —         | MPC                           |
| 407427     | 2010 TV126 | 14 nov 2006 | Kitt Peak        | Spacewatch          | —         | MPC                           |
| 407428     | 2010 TY126 | 11 mar 2008 | Kitt Peak        | Spacewatch          | —         | MPC                           |
| 407429     | 2010 TS136 | 30 set 2006 | Mount Lemmon     | Mount Lemmon Survey | —         | MPC                           |
| 407430     | 2010 TR140 | 10 mar 2008 | Kitt Peak        | Spacewatch          | —         | MPC                           |
| 407431     | 2010 TP141 | 7 fev 2008  | Kitt Peak        | Spacewatch          | Phocaea   | MPC                           |
| 407432     | 2010 TG143 | 11 out 2010 | Mount Lemmon     | Mount Lemmon Survey | —         | MPC                           |
| 407433     | 2010 TM143 | 11 out 2010 | Mount Lemmon     | Mount Lemmon Survey | —         | MPC                           |
| 407434     | 2010 TG162 | 30 out 2006 | Catalina         | CSS                 | —         | MPC                           |
| 407435     | 2010 TO168 | 29 ago 2006 | Catalina         | CSS                 | —         | MPC                           |
| 407436     | 2010 TU168 | 9 ago 2010  | Kitt Peak        | Spacewatch          | Phocaea   | MPC                           |
| 407437     | 2010 TG170 | 8 out 2010  | Catalina         | CSS                 | —         | MPC                           |
| 407438     | 2010 TO171 | 21 dez 2006 | Kitt Peak        | Spacewatch          | —         | MPC                           |
| 407439     | 2010 TN174 | 23 out 2006 | Kitt Peak        | Spacewatch          | Phocaea   | MPC                           |
| 407440     | 2010 TB179 | 10 set 2010 | Kitt Peak        | Spacewatch          | —         | MPC                           |
| 407441     | 2010 TQ181 | 11 mar 2008 | Mount Lemmon     | Mount Lemmon Survey | —         | MPC                           |
| 407442     | 2010 TH182 | 13 out 2010 | Mount Lemmon     | Mount Lemmon Survey | —         | MPC                           |
| 407443     | 2010 TT186 | 3 abr 2008  | Mount Lemmon     | Mount Lemmon Survey | —         | MPC                           |
| 407444     | 2010 TS187 | 6 mar 2008  | Mount Lemmon     | Mount Lemmon Survey | —         | MPC                           |
| 407445     | 2010 UR    | 18 set 2010 | Mount Lemmon     | Mount Lemmon Survey | —         | MPC                           |
| 407446     | 2010 UY    | 1 out 2005  | Mount Lemmon     | Mount Lemmon Survey | —         | MPC                           |
| 407447     | 2010 UP1   | 13 dez 2006 | Kitt Peak        | Spacewatch          | —         | MPC                           |
| 407448     | 2010 UE10  | 13 out 2010 | Catalina         | CSS                 | —         | MPC                           |
| 407449     | 2010 UO19  | 10 jul 2005 | Kitt Peak        | Spacewatch          | —         | MPC                           |
| 407450     | 2010 US21  | 6 mar 2008  | Mount Lemmon     | Mount Lemmon Survey | —         | MPC                           |
| 407451     | 2010 UQ26  | 28 out 2010 | Mount Lemmon     | Mount Lemmon Survey | —         | MPC                           |
| 407452     | 2010 UW27  | 3 out 2005  | Catalina         | CSS                 | —         | MPC                           |
| 407453     | 2010 UV30  | 16 set 2010 | Kitt Peak        | Spacewatch          | —         | MPC                           |
| 407454     | 2010 US35  | 29 mar 2008 | Kitt Peak        | Spacewatch          | Eos       | MPC                           |
| 407455     | 2010 UK37  | 29 out 2010 | Mount Lemmon     | Mount Lemmon Survey | Brangane  | MPC                           |
| 407456     | 2010 UV39  | 16 nov 2006 | Kitt Peak        | Spacewatch          | —         | MPC                           |
| 407457     | 2010 UT43  | 19 out 2010 | Mount Lemmon     | Mount Lemmon Survey | —         | MPC                           |
| 407458     | 2010 UQ44  | 13 out 2010 | Mount Lemmon     | Mount Lemmon Survey | —         | MPC                           |
| 407459     | 2010 UO49  | 29 mar 2008 | Mount Lemmon     | Mount Lemmon Survey | —         | MPC                           |
| 407460     | 2010 UR50  | 17 jan 2007 | Catalina         | CSS                 | —         | MPC                           |
| 407461     | 2010 UT56  | 1 mai 2008  | Siding Spring    | SSS                 | —         | MPC                           |
| 407462     | 2010 UH60  | 29 out 2010 | Kitt Peak        | Spacewatch          | Brangane  | MPC                           |
| 407463     | 2010 UC62  | 26 fev 2003 | Campo Imperatore | CINEOS              | —         | MPC                           |
| 407464     | 2010 UC64  | 19 set 2001 | Socorro          | LINEAR              | —         | MPC                           |
| 407465     | 2010 UF64  | 27 ago 2001 | Kitt Peak        | Spacewatch          | —         | MPC                           |
| 407466     | 2010 UB72  | 13 set 2005 | Kitt Peak        | Spacewatch          | —         | MPC                           |
| 407467     | 2010 UN72  | 18 nov 2006 | Kitt Peak        | Spacewatch          | —         | MPC                           |
| 407468     | 2010 UK76  | 30 out 2010 | Kitt Peak        | Spacewatch          | —         | MPC                           |
| 407469     | 2010 UJ79  | 10 mar 2008 | Kitt Peak        | Spacewatch          | —         | MPC                           |
| 407470     | 2010 UG80  | 30 out 2010 | Mount Lemmon     | Mount Lemmon Survey | —         | MPC                           |
| 407471     | 2010 UX81  | 1 nov 2005  | Mount Lemmon     | Mount Lemmon Survey | Brangane  | MPC                           |
| 407472     | 2010 UX84  | 25 nov 2006 | Mount Lemmon     | Mount Lemmon Survey | —         | MPC                           |
| 407473     | 2010 UG93  | 8 out 2005  | Catalina         | CSS                 | —         | MPC                           |
| 407474     | 2010 UP93  | 13 out 2010 | Mount Lemmon     | Mount Lemmon Survey | —         | MPC                           |
| 407475     | 2010 UQ95  | 21 set 2001 | Socorro          | LINEAR              | —         | MPC                           |
| 407476     | 2010 UV95  | 20 nov 2006 | Kitt Peak        | Spacewatch          | —         | MPC                           |
| 407477     | 2010 UZ95  | 15 nov 2006 | Catalina         | CSS                 | —         | MPC                           |
| 407478     | 2010 UG100 | 30 out 2010 | Mount Lemmon     | Mount Lemmon Survey | —         | MPC                           |
| 407479     | 2010 UO100 | 13 out 2010 | Mount Lemmon     | Mount Lemmon Survey | Brangane  | MPC                           |
| 407480     | 2010 UW101 | 17 nov 2006 | Mount Lemmon     | Mount Lemmon Survey | —         | MPC                           |
| 407481     | 2010 UU102 | 7 dez 2001  | Kitt Peak        | Spacewatch          | —         | MPC                           |
| 407482     | 2010 UU104 | 19 set 1995 | Kitt Peak        | Spacewatch          | —         | MPC                           |
| 407483     | 2010 UM106 | 30 out 2010 | Mount Lemmon     | Mount Lemmon Survey | —         | MPC                           |
| 407484     | 2010 VL12  | 3 set 2010  | Mount Lemmon     | Mount Lemmon Survey | —         | MPC                           |
| 407485     | 2010 VB15  | 22 jan 1998 | Kitt Peak        | Spacewatch          | —         | MPC                           |
| 407486     | 2010 VF19  | 20 nov 2006 | Kitt Peak        | Spacewatch          | —         | MPC                           |
| 407487     | 2010 VK21  | 20 out 2001 | Socorro          | LINEAR              | —         | MPC                           |
| 407488     | 2010 VG34  | 20 nov 2001 | Socorro          | LINEAR              | —         | MPC                           |
| 407489     | 2010 VN48  | 23 out 2006 | Mount Lemmon     | Mount Lemmon Survey | —         | MPC                           |
| 407490     | 2010 VN52  | 11 set 2010 | Mount Lemmon     | Mount Lemmon Survey | —         | MPC                           |
| 407491     | 2010 VB55  | 1 out 2005  | Kitt Peak        | Spacewatch          | —         | MPC                           |
| 407492     | 2010 VQ58  | 13 out 2010 | Mount Lemmon     | Mount Lemmon Survey | —         | MPC                           |
| 407493     | 2010 VZ64  | 7 nov 2010  | Kitt Peak        | Spacewatch          | —         | MPC                           |
| 407494     | 2010 VR73  | 23 nov 2006 | Kitt Peak        | Spacewatch          | —         | MPC                           |
| 407495     | 2010 VJ76  | 20 nov 2001 | Socorro          | LINEAR              | —         | MPC                           |
| 407496     | 2010 VE77  | 27 nov 2006 | Mount Lemmon     | Mount Lemmon Survey | —         | MPC                           |
| 407497     | 2010 VV83  | 13 set 2005 | Kitt Peak        | Spacewatch          | —         | MPC                           |
| 407498     | 2010 VC84  | 28 out 2010 | Kitt Peak        | Spacewatch          | —         | MPC                           |
| 407499     | 2010 VM84  | 26 set 2005 | Kitt Peak        | Spacewatch          | —         | MPC                           |
| 407500     | 2010 VZ85  | 4 set 2010  | Kitt Peak        | Spacewatch          | —         | MPC                           |

## 407501–407600
| Designação | Designação | Descoberta  | Descoberta    | Descobridor(es)     | Categoria | Mais informações / Referência |
| Permanente | Provisória | Data        | Local         | Descobridor(es)     | Categoria | Mais informações / Referência |
| ---------- | ---------- | ----------- | ------------- | ------------------- | --------- | ----------------------------- |
| 407501     | 2010 VF89  | 6 nov 2010  | Kitt Peak     | Spacewatch          | Brangane  | MPC                           |
| 407502     | 2010 VD90  | 14 mar 2007 | Kitt Peak     | Spacewatch          | —         | MPC                           |
| 407503     | 2010 VP91  | 28 set 1997 | Kitt Peak     | Spacewatch          | —         | MPC                           |
| 407504     | 2010 VL95  | 8 nov 2010  | Mount Lemmon  | Mount Lemmon Survey | —         | MPC                           |
| 407505     | 2010 VZ97  | 19 nov 2001 | Socorro       | LINEAR              | —         | MPC                           |
| 407506     | 2010 VH98  | 1 nov 2010  | Mount Lemmon  | Mount Lemmon Survey | —         | MPC                           |
| 407507     | 2010 VQ101 | 5 nov 2010  | Kitt Peak     | Spacewatch          | —         | MPC                           |
| 407508     | 2010 VJ103 | 5 nov 2010  | Kitt Peak     | Spacewatch          | —         | MPC                           |
| 407509     | 2010 VZ104 | 29 set 2005 | Mount Lemmon  | Mount Lemmon Survey | —         | MPC                           |
| 407510     | 2010 VD105 | 12 mar 2008 | Mount Lemmon  | Mount Lemmon Survey | —         | MPC                           |
| 407511     | 2010 VL114 | 29 out 2010 | Kitt Peak     | Spacewatch          | —         | MPC                           |
| 407512     | 2010 VS114 | 27 jan 2007 | Mount Lemmon  | Mount Lemmon Survey | —         | MPC                           |
| 407513     | 2010 VS115 | 29 mar 2008 | Mount Lemmon  | Mount Lemmon Survey | —         | MPC                           |
| 407514     | 2010 VL128 | 2 nov 2010  | Mount Lemmon  | Mount Lemmon Survey | —         | MPC                           |
| 407515     | 2010 VR134 | 11 abr 2008 | Kitt Peak     | Spacewatch          | —         | MPC                           |
| 407516     | 2010 VU134 | 28 out 1997 | Kitt Peak     | Spacewatch          | Henan     | MPC                           |
| 407517     | 2010 VV135 | 21 out 1995 | Kitt Peak     | Spacewatch          | —         | MPC                           |
| 407518     | 2010 VQ136 | 10 nov 2010 | Mount Lemmon  | Mount Lemmon Survey | Brangane  | MPC                           |
| 407519     | 2010 VZ140 | 13 abr 2008 | Mount Lemmon  | Mount Lemmon Survey | —         | MPC                           |
| 407520     | 2010 VW150 | 10 jan 2007 | Kitt Peak     | Spacewatch          | —         | MPC                           |
| 407521     | 2010 VC158 | 28 mar 2008 | Mount Lemmon  | Mount Lemmon Survey | —         | MPC                           |
| 407522     | 2010 VS161 | 14 abr 2008 | Kitt Peak     | Spacewatch          | —         | MPC                           |
| 407523     | 2010 VU172 | 10 nov 2010 | Mount Lemmon  | Mount Lemmon Survey | Brangane  | MPC                           |
| 407524     | 2010 VA174 | 30 out 2010 | Kitt Peak     | Spacewatch          | —         | MPC                           |
| 407525     | 2010 VY174 | 30 mar 2008 | Kitt Peak     | Spacewatch          | —         | MPC                           |
| 407526     | 2010 VT191 | 16 fev 2007 | Catalina      | CSS                 | —         | MPC                           |
| 407527     | 2010 VG192 | 1 set 2005  | Kitt Peak     | Spacewatch          | Eos       | MPC                           |
| 407528     | 2010 VM196 | 1 mar 2008  | Kitt Peak     | Spacewatch          | —         | MPC                           |
| 407529     | 2010 VL200 | 16 jan 2007 | Catalina      | CSS                 | —         | MPC                           |
| 407530     | 2010 VG201 | 27 jan 2007 | Mount Lemmon  | Mount Lemmon Survey | —         | MPC                           |
| 407531     | 2010 VH203 | 11 out 2010 | Mount Lemmon  | Mount Lemmon Survey | —         | MPC                           |
| 407532     | 2010 VV205 | 5 abr 2008  | Mount Lemmon  | Mount Lemmon Survey | —         | MPC                           |
| 407533     | 2010 VP207 | 31 mar 2008 | Kitt Peak     | Spacewatch          | —         | MPC                           |
| 407534     | 2010 VQ211 | 11 set 2010 | Mount Lemmon  | Mount Lemmon Survey | —         | MPC                           |
| 407535     | 2010 VQ217 | 25 out 2005 | Kitt Peak     | Spacewatch          | Brangane  | MPC                           |
| 407536     | 2010 WB7   | 29 nov 2005 | Kitt Peak     | Spacewatch          | —         | MPC                           |
| 407537     | 2010 WO8   | 3 nov 2010  | Mount Lemmon  | Mount Lemmon Survey | —         | MPC                           |
| 407538     | 2010 WX13  | 28 nov 2006 | Mount Lemmon  | Mount Lemmon Survey | —         | MPC                           |
| 407539     | 2010 WJ15  | 13 set 2005 | Kitt Peak     | Spacewatch          | —         | MPC                           |
| 407540     | 2010 WP21  | 29 set 2005 | Mount Lemmon  | Mount Lemmon Survey | —         | MPC                           |
| 407541     | 2010 WH27  | 25 nov 2005 | Kitt Peak     | Spacewatch          | —         | MPC                           |
| 407542     | 2010 WV27  | 14 nov 2010 | Kitt Peak     | Spacewatch          | —         | MPC                           |
| 407543     | 2010 WF30  | 30 out 2005 | Kitt Peak     | Spacewatch          | —         | MPC                           |
| 407544     | 2010 WT32  | 12 jan 1996 | Kitt Peak     | Spacewatch          | —         | MPC                           |
| 407545     | 2010 WL48  | 2 nov 2010  | Kitt Peak     | Spacewatch          | —         | MPC                           |
| 407546     | 2010 WA50  | 13 dez 2006 | Catalina      | CSS                 | —         | MPC                           |
| 407547     | 2010 WD52  | 10 nov 2010 | Kitt Peak     | Spacewatch          | Brangane  | MPC                           |
| 407548     | 2010 WD55  | 27 mar 2003 | Kitt Peak     | Spacewatch          | —         | MPC                           |
| 407549     | 2010 WP64  | 19 nov 2006 | Kitt Peak     | Spacewatch          | —         | MPC                           |
| 407550     | 2010 WK71  | 26 fev 2008 | Mount Lemmon  | Mount Lemmon Survey | —         | MPC                           |
| 407551     | 2010 WW73  | 11 nov 2004 | Anderson Mesa | LONEOS              | —         | MPC                           |
| 407552     | 2010 XR9   | 27 dez 2006 | Mount Lemmon  | Mount Lemmon Survey | —         | MPC                           |
| 407553     | 2010 XD30  | 25 nov 2006 | Kitt Peak     | Spacewatch          | —         | MPC                           |
| 407554     | 2010 XM30  | 10 nov 2005 | Mount Lemmon  | Mount Lemmon Survey | —         | MPC                           |
| 407555     | 2010 XW33  | 25 out 2005 | Kitt Peak     | Spacewatch          | —         | MPC                           |
| 407556     | 2010 XJ36  | 14 nov 2010 | Mount Lemmon  | Mount Lemmon Survey | —         | MPC                           |
| 407557     | 2010 XK45  | 10 nov 2010 | Mount Lemmon  | Mount Lemmon Survey | —         | MPC                           |
| 407558     | 2010 XE62  | 22 dez 2005 | Catalina      | CSS                 | —         | MPC                           |
| 407559     | 2010 XA65  | 6 nov 2010  | Kitt Peak     | Spacewatch          | —         | MPC                           |
| 407560     | 2010 XN65  | 28 fev 2008 | Kitt Peak     | Spacewatch          | —         | MPC                           |
| 407561     | 2010 XE66  | 23 jan 2006 | Kitt Peak     | Spacewatch          | —         | MPC                           |
| 407562     | 2010 XT75  | 4 jul 2005  | Mount Lemmon  | Mount Lemmon Survey | —         | MPC                           |
| 407563     | 2010 XA78  | 14 dez 2006 | Kitt Peak     | Spacewatch          | —         | MPC                           |
| 407564     | 2010 XG79  | 17 dez 2001 | Kitt Peak     | Spacewatch          | —         | MPC                           |
| 407565     | 2010 XG86  | 7 dez 2005  | Kitt Peak     | Spacewatch          | —         | MPC                           |
| 407566     | 2010 XH86  | 13 nov 2010 | Kitt Peak     | Spacewatch          | —         | MPC                           |
| 407567     | 2010 XJ86  | 28 set 2006 | Mount Lemmon  | Mount Lemmon Survey | —         | MPC                           |
| 407568     | 2010 YR2   | 26 abr 2007 | Kitt Peak     | Spacewatch          | —         | MPC                           |
| 407569     | 2010 YA3   | 9 dez 2001  | Socorro       | LINEAR              | —         | MPC                           |
| 407570     | 2010 YU3   | 27 out 2009 | Mount Lemmon  | Mount Lemmon Survey | —         | MPC                           |
| 407571     | 2011 AY4   | 7 nov 2010  | Mount Lemmon  | Mount Lemmon Survey | —         | MPC                           |
| 407572     | 2011 AY6   | 22 set 2009 | Catalina      | CSS                 | —         | MPC                           |
| 407573     | 2011 AE8   | 31 dez 1994 | Kitt Peak     | Spacewatch          | Brangane  | MPC                           |
| 407574     | 2011 AX8   | 14 dez 2010 | Mount Lemmon  | Mount Lemmon Survey | —         | MPC                           |
| 407575     | 2011 AS9   | 15 nov 2010 | Mount Lemmon  | Mount Lemmon Survey | —         | MPC                           |
| 407576     | 2011 AH11  | 17 fev 2007 | Catalina      | CSS                 | —         | MPC                           |
| 407577     | 2011 AT20  | 25 ago 1998 | Caussols      | ODAS                | —         | MPC                           |
| 407578     | 2011 AA31  | 26 jan 2000 | Kitt Peak     | Spacewatch          | Brangane  | MPC                           |
| 407579     | 2011 AU32  | 30 dez 2005 | Mount Lemmon  | Mount Lemmon Survey | —         | MPC                           |
| 407580     | 2011 AZ33  | 2 out 2009  | Mount Lemmon  | Mount Lemmon Survey | —         | MPC                           |
| 407581     | 2011 AW39  | 27 jan 2006 | Kitt Peak     | Spacewatch          | —         | MPC                           |
| 407582     | 2011 AQ44  | 24 set 2009 | Kitt Peak     | Spacewatch          | —         | MPC                           |
| 407583     | 2011 AE46  | 5 jan 2000  | Kitt Peak     | Spacewatch          | —         | MPC                           |
| 407584     | 2011 AL47  | 11 jan 2011 | Catalina      | CSS                 | —         | MPC                           |
| 407585     | 2011 AA48  | 26 dez 2005 | Mount Lemmon  | Mount Lemmon Survey | Brangane  | MPC                           |
| 407586     | 2011 AD48  | 21 jan 2010 | WISE          | WISE                | —         | MPC                           |
| 407587     | 2011 AF55  | 6 dez 2010  | Mount Lemmon  | Mount Lemmon Survey | —         | MPC                           |
| 407588     | 2011 AE56  | 29 ago 2009 | Kitt Peak     | Spacewatch          | —         | MPC                           |
| 407589     | 2011 AG61  | 16 mai 2007 | Mount Lemmon  | Mount Lemmon Survey | —         | MPC                           |
| 407590     | 2011 AU65  | 19 set 2003 | Kitt Peak     | Spacewatch          | —         | MPC                           |
| 407591     | 2011 AF68  | 20 set 2003 | Kitt Peak     | Spacewatch          | —         | MPC                           |
| 407592     | 2011 AK72  | 11 dez 2001 | Socorro       | LINEAR              | —         | MPC                           |
| 407593     | 2011 AH75  | 3 nov 2010  | Mount Lemmon  | Mount Lemmon Survey | —         | MPC                           |
| 407594     | 2011 AT75  | 28 set 2003 | Anderson Mesa | LONEOS              | —         | MPC                           |
| 407595     | 2011 AR76  | 11 nov 2010 | Mount Lemmon  | Mount Lemmon Survey | Brangane  | MPC                           |
| 407596     | 2011 AL78  | 23 jan 2006 | Kitt Peak     | Spacewatch          | —         | MPC                           |
| 407597     | 2011 AQ79  | 30 jan 2006 | Kitt Peak     | Spacewatch          | —         | MPC                           |
| 407598     | 2011 BP9   | 30 out 2009 | Mount Lemmon  | Mount Lemmon Survey | —         | MPC                           |
| 407599     | 2011 BQ10  | 12 jan 2011 | Kitt Peak     | Spacewatch          | —         | MPC                           |
| 407600     | 2011 BV27  | 13 mar 2005 | Mount Lemmon  | Mount Lemmon Survey | —         | MPC                           |

## 407601–407700
| Designação | Designação | Descoberta  | Descoberta    | Descobridor(es)     | Categoria | Mais informações / Referência |
| Permanente | Provisória | Data        | Local         | Descobridor(es)     | Categoria | Mais informações / Referência |
| ---------- | ---------- | ----------- | ------------- | ------------------- | --------- | ----------------------------- |
| 407601     | 2011 BO32  | 17 set 2009 | Kitt Peak     | Spacewatch          | —         | MPC                           |
| 407602     | 2011 BL52  | 27 fev 2000 | Catalina      | CSS                 | —         | MPC                           |
| 407603     | 2011 BA54  | 7 fev 2000  | Kitt Peak     | Spacewatch          | —         | MPC                           |
| 407604     | 2011 BS56  | 21 nov 2009 | Mount Lemmon  | Mount Lemmon Survey | —         | MPC                           |
| 407605     | 2011 BB60  | 4 nov 2004  | Kitt Peak     | Spacewatch          | Brangane  | MPC                           |
| 407606     | 2011 BR80  | 16 out 2009 | Catalina      | CSS                 | —         | MPC                           |
| 407607     | 2011 BD83  | 11 mar 2007 | Kitt Peak     | Spacewatch          | —         | MPC                           |
| 407608     | 2011 BB96  | 3 fev 2000  | Kitt Peak     | Spacewatch          | —         | MPC                           |
| 407609     | 2011 BY100 | 1 out 2009  | Mount Lemmon  | Mount Lemmon Survey | —         | MPC                           |
| 407610     | 2011 BZ102 | 29 set 2009 | Mount Lemmon  | Mount Lemmon Survey | —         | MPC                           |
| 407611     | 2011 BH115 | 13 dez 2004 | Kitt Peak     | Spacewatch          | —         | MPC                           |
| 407612     | 2011 BX116 | 26 jan 2006 | Mount Lemmon  | Mount Lemmon Survey | —         | MPC                           |
| 407613     | 2011 BC118 | 9 jan 2006  | Kitt Peak     | Spacewatch          | Brangane  | MPC                           |
| 407614     | 2011 BB120 | 17 set 2003 | Kitt Peak     | Spacewatch          | —         | MPC                           |
| 407615     | 2011 BH122 | 21 out 2003 | Kitt Peak     | Spacewatch          | —         | MPC                           |
| 407616     | 2011 CP1   | 22 jan 2010 | WISE          | WISE                | —         | MPC                           |
| 407617     | 2011 CG4   | 30 jul 2008 | Kitt Peak     | Spacewatch          | —         | MPC                           |
| 407618     | 2011 CR7   | 20 ago 2008 | Kitt Peak     | Spacewatch          | —         | MPC                           |
| 407619     | 2011 CZ15  | 8 jan 1994  | Kitt Peak     | Spacewatch          | —         | MPC                           |
| 407620     | 2011 CP16  | 25 fev 2006 | Kitt Peak     | Spacewatch          | —         | MPC                           |
| 407621     | 2011 CN23  | 19 set 2003 | Kitt Peak     | Spacewatch          | Ursula    | MPC                           |
| 407622     | 2011 CD33  | 14 out 2004 | Kitt Peak     | Spacewatch          | —         | MPC                           |
| 407623     | 2011 CU47  | 13 jan 2011 | Kitt Peak     | Spacewatch          | —         | MPC                           |
| 407624     | 2011 CF49  | 20 set 2003 | Kitt Peak     | Spacewatch          | —         | MPC                           |
| 407625     | 2011 CU70  | 16 jan 2005 | Socorro       | LINEAR              | —         | MPC                           |
| 407626     | 2011 CL74  | 12 fev 2011 | Catalina      | CSS                 | —         | MPC                           |
| 407627     | 2011 CO74  | 3 nov 2004  | Kitt Peak     | Spacewatch          | —         | MPC                           |
| 407628     | 2011 CY75  | 10 dez 2004 | Kitt Peak     | Spacewatch          | —         | MPC                           |
| 407629     | 2011 CA76  | 26 out 2009 | Mount Lemmon  | Mount Lemmon Survey | —         | MPC                           |
| 407630     | 2011 CF76  | 28 dez 2005 | Mount Lemmon  | Mount Lemmon Survey | —         | MPC                           |
| 407631     | 2011 CP83  | 6 set 2008  | Mount Lemmon  | Mount Lemmon Survey | —         | MPC                           |
| 407632     | 2011 CZ91  | 7 set 2008  | Mount Lemmon  | Mount Lemmon Survey | —         | MPC                           |
| 407633     | 2011 DF    | 28 set 2008 | Catalina      | CSS                 | —         | MPC                           |
| 407634     | 2011 DJ6   | 27 fev 2006 | Kitt Peak     | Spacewatch          | —         | MPC                           |
| 407635     | 2011 DB9   | 22 fev 2006 | Mount Lemmon  | Mount Lemmon Survey | —         | MPC                           |
| 407636     | 2011 DV24  | 5 dez 1999  | Catalina      | CSS                 | —         | MPC                           |
| 407637     | 2011 DQ31  | 25 fev 2011 | Kitt Peak     | Spacewatch          | —         | MPC                           |
| 407638     | 2011 DP41  | 25 fev 2011 | Mount Lemmon  | Mount Lemmon Survey | —         | MPC                           |
| 407639     | 2011 DZ49  | 2 mar 2005  | Catalina      | CSS                 | —         | MPC                           |
| 407640     | 2011 EM    | 16 out 2009 | Catalina      | CSS                 | —         | MPC                           |
| 407641     | 2011 EF16  | 1 abr 2000  | Kitt Peak     | Spacewatch          | —         | MPC                           |
| 407642     | 2011 EQ54  | 26 out 2009 | Mount Lemmon  | Mount Lemmon Survey | —         | MPC                           |
| 407643     | 2011 EK63  | 29 abr 2006 | Kitt Peak     | Spacewatch          | —         | MPC                           |
| 407644     | 2011 EL63  | 1 jun 2006  | Mount Lemmon  | Mount Lemmon Survey | —         | MPC                           |
| 407645     | 2011 EF76  | 3 out 2003  | Kitt Peak     | Spacewatch          | —         | MPC                           |
| 407646     | 2011 FB3   | 29 set 2003 | Kitt Peak     | Spacewatch          | —         | MPC                           |
| 407647     | 2011 FM17  | 20 abr 2006 | Catalina      | CSS                 | —         | MPC                           |
| 407648     | 2011 FU47  | 29 mar 2011 | Kitt Peak     | Spacewatch          | —         | MPC                           |
| 407649     | 2011 FK70  | 16 jan 2005 | Socorro       | LINEAR              | —         | MPC                           |
| 407650     | 2011 FV123 | 9 set 2008  | Mount Lemmon  | Mount Lemmon Survey | —         | MPC                           |
| 407651     | 2011 GJ56  | 9 mar 2005  | Catalina      | CSS                 | —         | MPC                           |
| 407652     | 2011 GK88  | 27 jan 2006 | Mount Lemmon  | Mount Lemmon Survey | —         | MPC                           |
| 407653     | 2011 QF3   | 20 ago 2011 | Haleakala     | Pan-STARRS          | —         | MPC                           |
| 407654     | 2011 SP37  | 28 set 1992 | Kitt Peak     | Spacewatch          | —         | MPC                           |
| 407655     | 2011 SF100 | 11 abr 2010 | Kitt Peak     | Spacewatch          | —         | MPC                           |
| 407656     | 2011 SL102 | 17 mai 2009 | Kitt Peak     | Spacewatch          | —         | MPC                           |
| 407657     | 2011 SM139 | 1 nov 2008  | Mount Lemmon  | Mount Lemmon Survey | —         | MPC                           |
| 407658     | 2011 SS159 | 6 mai 2010  | Mount Lemmon  | Mount Lemmon Survey | —         | MPC                           |
| 407659     | 2011 SU163 | 23 set 2011 | Kitt Peak     | Spacewatch          | —         | MPC                           |
| 407660     | 2011 SD166 | 22 dez 2008 | Kitt Peak     | Spacewatch          | —         | MPC                           |
| 407661     | 2011 SV166 | 7 jan 2006  | Kitt Peak     | Spacewatch          | —         | MPC                           |
| 407662     | 2011 SR177 | 8 set 2011  | Kitt Peak     | Spacewatch          | —         | MPC                           |
| 407663     | 2011 SO179 | 16 set 2004 | Anderson Mesa | LONEOS              | —         | MPC                           |
| 407664     | 2011 SG181 | 26 set 2011 | Kitt Peak     | Spacewatch          | —         | MPC                           |
| 407665     | 2011 SN182 | 19 set 2001 | Socorro       | LINEAR              | —         | MPC                           |
| 407666     | 2011 SL183 | 31 mar 2009 | Mount Lemmon  | Mount Lemmon Survey | —         | MPC                           |
| 407667     | 2011 SY185 | 29 out 2008 | Kitt Peak     | Spacewatch          | —         | MPC                           |
| 407668     | 2011 SE189 | 25 fev 2006 | Kitt Peak     | Spacewatch          | —         | MPC                           |
| 407669     | 2011 SA220 | 14 abr 2007 | Mount Lemmon  | Mount Lemmon Survey | —         | MPC                           |
| 407670     | 2011 SC228 | 21 dez 2008 | Kitt Peak     | Spacewatch          | —         | MPC                           |
| 407671     | 2011 SA253 | 20 out 2001 | Socorro       | LINEAR              | —         | MPC                           |
| 407672     | 2011 SR260 | 6 out 2004  | Kitt Peak     | Spacewatch          | —         | MPC                           |
| 407673     | 2011 SL274 | 8 nov 2008  | Mount Lemmon  | Mount Lemmon Survey | —         | MPC                           |
| 407674     | 2011 UV14  | 16 set 2001 | Socorro       | LINEAR              | —         | MPC                           |
| 407675     | 2011 UG27  | 4 nov 2004  | Kitt Peak     | Spacewatch          | —         | MPC                           |
| 407676     | 2011 UX27  | 17 out 2011 | Kitt Peak     | Spacewatch          | —         | MPC                           |
| 407677     | 2011 UQ28  | 30 set 2011 | Mount Lemmon  | Mount Lemmon Survey | —         | MPC                           |
| 407678     | 2011 UE38  | 19 fev 2009 | Kitt Peak     | Spacewatch          | —         | MPC                           |
| 407679     | 2011 UD42  | 7 nov 2008  | Mount Lemmon  | Mount Lemmon Survey | —         | MPC                           |
| 407680     | 2011 UT42  | 30 set 2011 | Kitt Peak     | Spacewatch          | —         | MPC                           |
| 407681     | 2011 UC47  | 30 set 2011 | Mount Lemmon  | Mount Lemmon Survey | —         | MPC                           |
| 407682     | 2011 UN49  | 19 nov 1998 | Kitt Peak     | Spacewatch          | —         | MPC                           |
| 407683     | 2011 UJ54  | 6 mai 2010  | Mount Lemmon  | Mount Lemmon Survey | —         | MPC                           |
| 407684     | 2011 UG55  | 20 jan 2009 | Catalina      | CSS                 | —         | MPC                           |
| 407685     | 2011 UW59  | 9 jan 2006  | Kitt Peak     | Spacewatch          | —         | MPC                           |
| 407686     | 2011 UE69  | 29 set 2011 | Mount Lemmon  | Mount Lemmon Survey | —         | MPC                           |
| 407687     | 2011 UD83  | 19 out 2011 | Kitt Peak     | Spacewatch          | Flora     | MPC                           |
| 407688     | 2011 UE84  | 19 dez 2004 | Kitt Peak     | Spacewatch          | —         | MPC                           |
| 407689     | 2011 UO84  | 19 out 2011 | Kitt Peak     | Spacewatch          | —         | MPC                           |
| 407690     | 2011 UK86  | 20 out 2011 | Mount Lemmon  | Mount Lemmon Survey | —         | MPC                           |
| 407691     | 2011 UJ87  | 15 out 1995 | Kitt Peak     | Spacewatch          | —         | MPC                           |
| 407692     | 2011 UV91  | 20 nov 2004 | Kitt Peak     | Spacewatch          | —         | MPC                           |
| 407693     | 2011 UN96  | 19 out 2011 | Mount Lemmon  | Mount Lemmon Survey | —         | MPC                           |
| 407694     | 2011 UD100 | 12 dez 2004 | Kitt Peak     | Spacewatch          | —         | MPC                           |
| 407695     | 2011 UG102 | 30 dez 2008 | Mount Lemmon  | Mount Lemmon Survey | —         | MPC                           |
| 407696     | 2011 UV102 | 3 nov 2007  | Mount Lemmon  | Mount Lemmon Survey | —         | MPC                           |
| 407697     | 2011 UC114 | 18 jul 2007 | Mount Lemmon  | Mount Lemmon Survey | —         | MPC                           |
| 407698     | 2011 UA121 | 11 set 2001 | Anderson Mesa | LONEOS              | —         | MPC                           |
| 407699     | 2011 UL123 | 19 out 2011 | Mount Lemmon  | Mount Lemmon Survey | —         | MPC                           |
| 407700     | 2011 UT123 | 2 dez 2008  | Kitt Peak     | Spacewatch          | —         | MPC                           |

## 407701–407800
| Designação | Designação | Descoberta  | Descoberta       | Descobridor(es)     | Categoria | Mais informações / Referência |
| Permanente | Provisória | Data        | Local            | Descobridor(es)     | Categoria | Mais informações / Referência |
| ---------- | ---------- | ----------- | ---------------- | ------------------- | --------- | ----------------------------- |
| 407701     | 2011 UH128 | 16 dez 2004 | Kitt Peak        | Spacewatch          | —         | MPC                           |
| 407702     | 2011 UV134 | 11 nov 2004 | Kitt Peak        | Spacewatch          | —         | MPC                           |
| 407703     | 2011 UG136 | 5 mar 2010  | WISE             | WISE                | —         | MPC                           |
| 407704     | 2011 UW149 | 1 jan 2009  | Mount Lemmon     | Mount Lemmon Survey | —         | MPC                           |
| 407705     | 2011 UB153 | 15 jun 2010 | Mount Lemmon     | Mount Lemmon Survey | —         | MPC                           |
| 407706     | 2011 UG155 | 5 dez 2008  | Mount Lemmon     | Mount Lemmon Survey | —         | MPC                           |
| 407707     | 2011 UN164 | 23 jan 2006 | Kitt Peak        | Spacewatch          | —         | MPC                           |
| 407708     | 2011 UO194 | 4 out 2004  | Kitt Peak        | Spacewatch          | —         | MPC                           |
| 407709     | 2011 UY196 | 10 set 2007 | Mount Lemmon     | Mount Lemmon Survey | —         | MPC                           |
| 407710     | 2011 UA202 | 27 set 2011 | Mount Lemmon     | Mount Lemmon Survey | —         | MPC                           |
| 407711     | 2011 UF213 | 1 out 2011  | Kitt Peak        | Spacewatch          | —         | MPC                           |
| 407712     | 2011 UE251 | 2 fev 2009  | Mount Lemmon     | Mount Lemmon Survey | —         | MPC                           |
| 407713     | 2011 UB258 | 21 dez 2008 | Mount Lemmon     | Mount Lemmon Survey | —         | MPC                           |
| 407714     | 2011 UV265 | 10 out 2004 | Kitt Peak        | Spacewatch          | —         | MPC                           |
| 407715     | 2011 UD268 | 18 abr 2009 | Catalina         | CSS                 | —         | MPC                           |
| 407716     | 2011 UK269 | 4 nov 2004  | Catalina         | CSS                 | —         | MPC                           |
| 407717     | 2011 US269 | 29 jan 2009 | Mount Lemmon     | Mount Lemmon Survey | —         | MPC                           |
| 407718     | 2011 UM271 | 14 jan 1999 | Kitt Peak        | Spacewatch          | —         | MPC                           |
| 407719     | 2011 UX274 | 5 dez 2005  | Mount Lemmon     | Mount Lemmon Survey | —         | MPC                           |
| 407720     | 2011 UE294 | 21 out 2011 | Mount Lemmon     | Mount Lemmon Survey | Mitidika  | MPC                           |
| 407721     | 2011 UN295 | 2 nov 2000  | Kitt Peak        | Spacewatch          | —         | MPC                           |
| 407722     | 2011 UW297 | 17 out 2011 | Kitt Peak        | Spacewatch          | —         | MPC                           |
| 407723     | 2011 UF302 | 17 set 2004 | Kitt Peak        | Spacewatch          | —         | MPC                           |
| 407724     | 2011 UQ306 | 10 mar 2002 | Kitt Peak        | Spacewatch          | —         | MPC                           |
| 407725     | 2011 UZ307 | 1 dez 2008  | Mount Lemmon     | Mount Lemmon Survey | —         | MPC                           |
| 407726     | 2011 UQ308 | 28 out 2011 | Mount Lemmon     | Mount Lemmon Survey | —         | MPC                           |
| 407727     | 2011 UG319 | 16 dez 2004 | Kitt Peak        | Spacewatch          | Mitidika  | MPC                           |
| 407728     | 2011 UG320 | 22 fev 2009 | Kitt Peak        | Spacewatch          | —         | MPC                           |
| 407729     | 2011 UH328 | 19 out 2011 | Kitt Peak        | Spacewatch          | —         | MPC                           |
| 407730     | 2011 UV337 | 20 set 2011 | Mount Lemmon     | Mount Lemmon Survey | —         | MPC                           |
| 407731     | 2011 UP338 | 20 out 2008 | Kitt Peak        | Spacewatch          | —         | MPC                           |
| 407732     | 2011 UH343 | 26 abr 2010 | Mount Lemmon     | Mount Lemmon Survey | —         | MPC                           |
| 407733     | 2011 UO346 | 24 nov 2008 | Mount Lemmon     | Mount Lemmon Survey | —         | MPC                           |
| 407734     | 2011 US356 | 15 jan 2009 | Kitt Peak        | Spacewatch          | —         | MPC                           |
| 407735     | 2011 UJ366 | 22 out 2011 | Mount Lemmon     | Mount Lemmon Survey | —         | MPC                           |
| 407736     | 2011 UX369 | 16 set 2001 | Socorro          | LINEAR              | —         | MPC                           |
| 407737     | 2011 UZ382 | 27 dez 1997 | Kitt Peak        | Spacewatch          | —         | MPC                           |
| 407738     | 2011 UN398 | 25 out 2008 | Kitt Peak        | Spacewatch          | —         | MPC                           |
| 407739     | 2011 UV401 | 30 dez 2000 | Kitt Peak        | Spacewatch          | —         | MPC                           |
| 407740     | 2011 UX401 | 20 mar 2007 | Mount Lemmon     | Mount Lemmon Survey | —         | MPC                           |
| 407741     | 2011 VH8   | 2 set 1998  | Kitt Peak        | Spacewatch          | —         | MPC                           |
| 407742     | 2011 VH12  | 23 out 2011 | Kitt Peak        | Spacewatch          | —         | MPC                           |
| 407743     | 2011 VQ16  | 3 mar 2009  | Mount Lemmon     | Mount Lemmon Survey | —         | MPC                           |
| 407744     | 2011 VS16  | 9 out 2007  | Socorro          | LINEAR              | —         | MPC                           |
| 407745     | 2011 VQ20  | 2 jan 2009  | Kitt Peak        | Spacewatch          | —         | MPC                           |
| 407746     | 2011 VO21  | 7 out 2008  | Mount Lemmon     | Mount Lemmon Survey | —         | MPC                           |
| 407747     | 2011 WM1   | 7 mai 2006  | Mount Lemmon     | Mount Lemmon Survey | —         | MPC                           |
| 407748     | 2011 WZ10  | 19 abr 2009 | Mount Lemmon     | Mount Lemmon Survey | —         | MPC                           |
| 407749     | 2011 WG13  | 19 ago 2001 | Socorro          | LINEAR              | —         | MPC                           |
| 407750     | 2011 WE17  | 13 nov 2007 | Kitt Peak        | Spacewatch          | —         | MPC                           |
| 407751     | 2011 WM22  | 15 set 2007 | Kitt Peak        | Spacewatch          | —         | MPC                           |
| 407752     | 2011 WB27  | 18 dez 2004 | Mount Lemmon     | Mount Lemmon Survey | —         | MPC                           |
| 407753     | 2011 WR33  | 4 nov 2004  | Kitt Peak        | Spacewatch          | —         | MPC                           |
| 407754     | 2011 WQ35  | 15 nov 2011 | Kitt Peak        | Spacewatch          | —         | MPC                           |
| 407755     | 2011 WO42  | 20 fev 2009 | Kitt Peak        | Spacewatch          | —         | MPC                           |
| 407756     | 2011 WM48  | 16 mar 2007 | Catalina         | CSS                 | —         | MPC                           |
| 407757     | 2011 WW54  | 15 dez 2004 | Campo Imperatore | CINEOS              | —         | MPC                           |
| 407758     | 2011 WE57  | 26 abr 2006 | Kitt Peak        | Spacewatch          | —         | MPC                           |
| 407759     | 2011 WZ60  | 31 jan 2009 | Kitt Peak        | Spacewatch          | —         | MPC                           |
| 407760     | 2011 WH63  | 1 fev 2009  | Kitt Peak        | Spacewatch          | —         | MPC                           |
| 407761     | 2011 WE68  | 30 dez 2008 | Kitt Peak        | Spacewatch          | —         | MPC                           |
| 407762     | 2011 WL70  | 28 fev 2009 | Kitt Peak        | Spacewatch          | —         | MPC                           |
| 407763     | 2011 WE76  | 11 mai 2010 | Mount Lemmon     | Mount Lemmon Survey | —         | MPC                           |
| 407764     | 2011 WM76  | 9 nov 2007  | Kitt Peak        | Spacewatch          | —         | MPC                           |
| 407765     | 2011 WK79  | 4 dez 1996  | Kitt Peak        | Spacewatch          | —         | MPC                           |
| 407766     | 2011 WB82  | 1 nov 2007  | Mount Lemmon     | Mount Lemmon Survey | —         | MPC                           |
| 407767     | 2011 WU88  | 9 set 2007  | Anderson Mesa    | LONEOS              | —         | MPC                           |
| 407768     | 2011 WT89  | 31 jan 2009 | Mount Lemmon     | Mount Lemmon Survey | —         | MPC                           |
| 407769     | 2011 WX89  | 7 set 2004  | Kitt Peak        | Spacewatch          | —         | MPC                           |
| 407770     | 2011 WD93  | 19 mar 2009 | Mount Lemmon     | Mount Lemmon Survey | —         | MPC                           |
| 407771     | 2011 WD109 | 18 dez 2001 | Socorro          | LINEAR              | —         | MPC                           |
| 407772     | 2011 WS110 | 25 abr 2003 | Kitt Peak        | Spacewatch          | —         | MPC                           |
| 407773     | 2011 WV114 | 7 jan 2005  | Campo Imperatore | CINEOS              | —         | MPC                           |
| 407774     | 2011 WE115 | 19 dez 2007 | Mount Lemmon     | Mount Lemmon Survey | Themis    | MPC                           |
| 407775     | 2011 WY116 | 10 set 2007 | Mount Lemmon     | Mount Lemmon Survey | —         | MPC                           |
| 407776     | 2011 WK121 | 18 jan 2005 | Kitt Peak        | Spacewatch          | —         | MPC                           |
| 407777     | 2011 WL128 | 17 nov 2011 | Kitt Peak        | Spacewatch          | —         | MPC                           |
| 407778     | 2011 WA129 | 2 set 2007  | Mount Lemmon     | Mount Lemmon Survey | —         | MPC                           |
| 407779     | 2011 WP147 | 13 set 2007 | Mount Lemmon     | Mount Lemmon Survey | —         | MPC                           |
| 407780     | 2011 WQ153 | 18 nov 2003 | Kitt Peak        | Spacewatch          | —         | MPC                           |
| 407781     | 2011 YU1   | 4 mar 2005  | Mount Lemmon     | Mount Lemmon Survey | Mitidika  | MPC                           |
| 407782     | 2011 YW2   | 9 mar 2005  | Kitt Peak        | Spacewatch          | —         | MPC                           |
| 407783     | 2011 YM4   | 16 dez 2007 | Mount Lemmon     | Mount Lemmon Survey | —         | MPC                           |
| 407784     | 2011 YS5   | 13 jan 2008 | Mount Lemmon     | Mount Lemmon Survey | —         | MPC                           |
| 407785     | 2011 YX5   | 7 nov 2007  | Catalina         | CSS                 | —         | MPC                           |
| 407786     | 2011 YD6   | 28 ago 2006 | Kitt Peak        | Spacewatch          | —         | MPC                           |
| 407787     | 2011 YQ7   | 28 set 2006 | Catalina         | CSS                 | —         | MPC                           |
| 407788     | 2011 YA9   | 31 mar 2009 | Mount Lemmon     | Mount Lemmon Survey | —         | MPC                           |
| 407789     | 2011 YT17  | 30 nov 2003 | Socorro          | LINEAR              | —         | MPC                           |
| 407790     | 2011 YL18  | 17 jan 2009 | Kitt Peak        | Spacewatch          | —         | MPC                           |
| 407791     | 2011 YT19  | 21 out 2003 | Kitt Peak        | Spacewatch          | —         | MPC                           |
| 407792     | 2011 YX19  | 11 out 2010 | Mount Lemmon     | Mount Lemmon Survey | —         | MPC                           |
| 407793     | 2011 YF20  | 27 dez 2003 | Socorro          | LINEAR              | —         | MPC                           |
| 407794     | 2011 YH21  | 19 out 2007 | Mount Lemmon     | Mount Lemmon Survey | —         | MPC                           |
| 407795     | 2011 YJ25  | 19 out 1999 | Kitt Peak        | Spacewatch          | —         | MPC                           |
| 407796     | 2011 YO33  | 10 dez 2004 | Kitt Peak        | Spacewatch          | —         | MPC                           |
| 407797     | 2011 YS35  | 27 nov 2011 | Mount Lemmon     | Mount Lemmon Survey | —         | MPC                           |
| 407798     | 2011 YV46  | 10 fev 2008 | Kitt Peak        | Spacewatch          | —         | MPC                           |
| 407799     | 2011 YS50  | 10 fev 2008 | Kitt Peak        | Spacewatch          | —         | MPC                           |
| 407800     | 2011 YV51  | 17 abr 2005 | Kitt Peak        | Spacewatch          | —         | MPC                           |

## 407801–407900
| Designação | Designação | Descoberta  | Descoberta    | Descobridor(es)     | Categoria | Mais informações / Referência |
| Permanente | Provisória | Data        | Local         | Descobridor(es)     | Categoria | Mais informações / Referência |
| ---------- | ---------- | ----------- | ------------- | ------------------- | --------- | ----------------------------- |
| 407801     | 2011 YF54  | 13 jan 2005 | Kitt Peak     | Spacewatch          | —         | MPC                           |
| 407802     | 2011 YA61  | 10 fev 2008 | Catalina      | CSS                 | —         | MPC                           |
| 407803     | 2011 YJ67  | 31 dez 2011 | Kitt Peak     | Spacewatch          | —         | MPC                           |
| 407804     | 2011 YB68  | 12 nov 2007 | Mount Lemmon  | Mount Lemmon Survey | —         | MPC                           |
| 407805     | 2011 YY72  | 12 set 2007 | Mount Lemmon  | Mount Lemmon Survey | Flora     | MPC                           |
| 407806     | 2011 YQ73  | 17 nov 2006 | Kitt Peak     | Spacewatch          | —         | MPC                           |
| 407807     | 2011 YP75  | 3 dez 2004  | Kitt Peak     | Spacewatch          | —         | MPC                           |
| 407808     | 2012 AK3   | 22 jan 2004 | Socorro       | LINEAR              | —         | MPC                           |
| 407809     | 2012 AC4   | 28 set 2003 | Anderson Mesa | LONEOS              | —         | MPC                           |
| 407810     | 2012 AN4   | 3 jun 2005  | Kitt Peak     | Spacewatch          | —         | MPC                           |
| 407811     | 2012 AZ5   | 13 dez 2007 | Socorro       | LINEAR              | —         | MPC                           |
| 407812     | 2012 AP6   | 22 fev 2004 | Kitt Peak     | Spacewatch          | —         | MPC                           |
| 407813     | 2012 AE7   | 19 out 2007 | Mount Lemmon  | Mount Lemmon Survey | —         | MPC                           |
| 407814     | 2012 AP8   | 2 nov 2007  | Catalina      | CSS                 | —         | MPC                           |
| 407815     | 2012 AY8   | 25 nov 2006 | Mount Lemmon  | Mount Lemmon Survey | —         | MPC                           |
| 407816     | 2012 AR9   | 21 fev 2007 | Mount Lemmon  | Mount Lemmon Survey | —         | MPC                           |
| 407817     | 2012 AW13  | 14 jan 2012 | Kitt Peak     | Spacewatch          | —         | MPC                           |
| 407818     | 2012 AG14  | 3 out 2006  | Mount Lemmon  | Mount Lemmon Survey | —         | MPC                           |
| 407819     | 2012 AU18  | 12 jan 2008 | Kitt Peak     | Spacewatch          | —         | MPC                           |
| 407820     | 2012 AR21  | 16 dez 2004 | Anderson Mesa | LONEOS              | —         | MPC                           |
| 407821     | 2012 BS    | 30 set 2003 | Kitt Peak     | Spacewatch          | —         | MPC                           |
| 407822     | 2012 BT    | 2 nov 2007  | Mount Lemmon  | Mount Lemmon Survey | —         | MPC                           |
| 407823     | 2012 BR4   | 19 nov 2003 | Anderson Mesa | LONEOS              | —         | MPC                           |
| 407824     | 2012 BF5   | 10 jan 2008 | Mount Lemmon  | Mount Lemmon Survey | —         | MPC                           |
| 407825     | 2012 BZ12  | 19 jan 2012 | Kitt Peak     | Spacewatch          | —         | MPC                           |
| 407826     | 2012 BG13  | 24 nov 2003 | Anderson Mesa | LONEOS              | —         | MPC                           |
| 407827     | 2012 BR15  | 19 out 2007 | Catalina      | CSS                 | —         | MPC                           |
| 407828     | 2012 BX15  | 21 jun 2010 | WISE          | WISE                | —         | MPC                           |
| 407829     | 2012 BS17  | 25 out 2005 | Kitt Peak     | Spacewatch          | —         | MPC                           |
| 407830     | 2012 BG18  | 1 out 2010  | Catalina      | CSS                 | —         | MPC                           |
| 407831     | 2012 BN18  | 26 mar 2003 | Kitt Peak     | Spacewatch          | —         | MPC                           |
| 407832     | 2012 BF19  | 7 set 1999  | Kitt Peak     | Spacewatch          | —         | MPC                           |
| 407833     | 2012 BJ24  | 19 jan 2012 | Kitt Peak     | Spacewatch          | —         | MPC                           |
| 407834     | 2012 BL24  | 22 fev 2001 | Kitt Peak     | Spacewatch          | —         | MPC                           |
| 407835     | 2012 BT24  | 29 jul 2009 | Kitt Peak     | Spacewatch          | —         | MPC                           |
| 407836     | 2012 BV24  | 23 jun 2009 | Mount Lemmon  | Mount Lemmon Survey | —         | MPC                           |
| 407837     | 2012 BD25  | 1 jan 2012  | Mount Lemmon  | Mount Lemmon Survey | —         | MPC                           |
| 407838     | 2012 BC26  | 7 jul 2005  | Kitt Peak     | Spacewatch          | —         | MPC                           |
| 407839     | 2012 BC29  | 24 nov 2006 | Mount Lemmon  | Mount Lemmon Survey | Themis    | MPC                           |
| 407840     | 2012 BS29  | 1 jan 2012  | Mount Lemmon  | Mount Lemmon Survey | Flora     | MPC                           |
| 407841     | 2012 BJ30  | 10 mar 2008 | Siding Spring | SSS                 | —         | MPC                           |
| 407842     | 2012 BL32  | 19 abr 2004 | Socorro       | LINEAR              | —         | MPC                           |
| 407843     | 2012 BU32  | 18 jan 2008 | Catalina      | CSS                 | —         | MPC                           |
| 407844     | 2012 BF33  | 5 nov 2010  | Mount Lemmon  | Mount Lemmon Survey | Brangane  | MPC                           |
| 407845     | 2012 BH35  | 19 dez 2001 | Kitt Peak     | Spacewatch          | —         | MPC                           |
| 407846     | 2012 BW44  | 19 nov 2007 | Mount Lemmon  | Mount Lemmon Survey | —         | MPC                           |
| 407847     | 2012 BT52  | 7 fev 2008  | Kitt Peak     | Spacewatch          | —         | MPC                           |
| 407848     | 2012 BZ52  | 21 jan 2012 | Kitt Peak     | Spacewatch          | —         | MPC                           |
| 407849     | 2012 BC54  | 12 fev 1999 | Kitt Peak     | Spacewatch          | —         | MPC                           |
| 407850     | 2012 BL54  | 4 dez 2007  | Catalina      | CSS                 | Erigone   | MPC                           |
| 407851     | 2012 BW54  | 5 mar 1994  | Kitt Peak     | Spacewatch          | Eos       | MPC                           |
| 407852     | 2012 BV55  | 12 nov 2010 | Mount Lemmon  | Mount Lemmon Survey | Brangane  | MPC                           |
| 407853     | 2012 BC60  | 5 out 2000  | Kitt Peak     | Spacewatch          | —         | MPC                           |
| 407854     | 2012 BF62  | 8 set 2010  | Kitt Peak     | Spacewatch          | —         | MPC                           |
| 407855     | 2012 BV64  | 29 jun 2010 | WISE          | WISE                | —         | MPC                           |
| 407856     | 2012 BS66  | 6 abr 2008  | Mount Lemmon  | Mount Lemmon Survey | —         | MPC                           |
| 407857     | 2012 BM68  | 14 abr 2008 | Mount Lemmon  | Mount Lemmon Survey | —         | MPC                           |
| 407858     | 2012 BN69  | 21 jan 2012 | Kitt Peak     | Spacewatch          | —         | MPC                           |
| 407859     | 2012 BJ70  | 8 fev 2008  | Kitt Peak     | Spacewatch          | —         | MPC                           |
| 407860     | 2012 BS70  | 27 mar 2008 | Mount Lemmon  | Mount Lemmon Survey | —         | MPC                           |
| 407861     | 2012 BG71  | 21 jan 2012 | Kitt Peak     | Spacewatch          | —         | MPC                           |
| 407862     | 2012 BC72  | 25 set 2006 | Kitt Peak     | Spacewatch          | —         | MPC                           |
| 407863     | 2012 BM72  | 14 set 2005 | Kitt Peak     | Spacewatch          | —         | MPC                           |
| 407864     | 2012 BR72  | 6 set 2008  | Mount Lemmon  | Mount Lemmon Survey | —         | MPC                           |
| 407865     | 2012 BX72  | 13 mar 2007 | Kitt Peak     | Spacewatch          | —         | MPC                           |
| 407866     | 2012 BJ73  | 9 nov 1999  | Socorro       | LINEAR              | —         | MPC                           |
| 407867     | 2012 BH81  | 19 jan 2012 | Kitt Peak     | Spacewatch          | —         | MPC                           |
| 407868     | 2012 BG82  | 26 out 2005 | Kitt Peak     | Spacewatch          | —         | MPC                           |
| 407869     | 2012 BS85  | 5 nov 1999  | Kitt Peak     | Spacewatch          | —         | MPC                           |
| 407870     | 2012 BQ86  | 16 mar 2007 | Catalina      | CSS                 | —         | MPC                           |
| 407871     | 2012 BB90  | 6 dez 2005  | Kitt Peak     | Spacewatch          | —         | MPC                           |
| 407872     | 2012 BM90  | 27 mar 2008 | Mount Lemmon  | Mount Lemmon Survey | —         | MPC                           |
| 407873     | 2012 BM91  | 7 dez 2005  | Kitt Peak     | Spacewatch          | —         | MPC                           |
| 407874     | 2012 BN91  | 15 jan 2008 | Kitt Peak     | Spacewatch          | —         | MPC                           |
| 407875     | 2012 BD92  | 4 nov 2007  | Mount Lemmon  | Mount Lemmon Survey | —         | MPC                           |
| 407876     | 2012 BL93  | 17 set 2010 | Mount Lemmon  | Mount Lemmon Survey | —         | MPC                           |
| 407877     | 2012 BT93  | 17 nov 2011 | Kitt Peak     | Spacewatch          | —         | MPC                           |
| 407878     | 2012 BN100 | 12 nov 2006 | Mount Lemmon  | Mount Lemmon Survey | —         | MPC                           |
| 407879     | 2012 BD103 | 31 mar 2009 | Mount Lemmon  | Mount Lemmon Survey | —         | MPC                           |
| 407880     | 2012 BE103 | 27 mar 2008 | Kitt Peak     | Spacewatch          | —         | MPC                           |
| 407881     | 2012 BP103 | 22 fev 2007 | Siding Spring | SSS                 | —         | MPC                           |
| 407882     | 2012 BG104 | 9 nov 1999  | Kitt Peak     | Spacewatch          | —         | MPC                           |
| 407883     | 2012 BQ104 | 28 ago 2006 | Kitt Peak     | Spacewatch          | —         | MPC                           |
| 407884     | 2012 BL106 | 4 dez 2007  | Catalina      | CSS                 | —         | MPC                           |
| 407885     | 2012 BR107 | 20 nov 2006 | Kitt Peak     | Spacewatch          | —         | MPC                           |
| 407886     | 2012 BF110 | 26 jan 2001 | Kitt Peak     | Spacewatch          | —         | MPC                           |
| 407887     | 2012 BW110 | 16 ago 2009 | Kitt Peak     | Spacewatch          | —         | MPC                           |
| 407888     | 2012 BE111 | 20 out 1995 | Kitt Peak     | Spacewatch          | —         | MPC                           |
| 407889     | 2012 BM111 | 17 out 2010 | Mount Lemmon  | Mount Lemmon Survey | —         | MPC                           |
| 407890     | 2012 BR111 | 8 nov 2007  | Mount Lemmon  | Mount Lemmon Survey | Mitidika  | MPC                           |
| 407891     | 2012 BA112 | 13 dez 2007 | Socorro       | LINEAR              | Erigone   | MPC                           |
| 407892     | 2012 BM117 | 16 out 2003 | Kitt Peak     | Spacewatch          | Mitidika  | MPC                           |
| 407893     | 2012 BH122 | 7 fev 1999  | Kitt Peak     | Spacewatch          | —         | MPC                           |
| 407894     | 2012 BW124 | 16 mar 2009 | Kitt Peak     | Spacewatch          | —         | MPC                           |
| 407895     | 2012 BP125 | 13 out 2006 | Kitt Peak     | Spacewatch          | —         | MPC                           |
| 407896     | 2012 BW125 | 11 mar 2007 | Kitt Peak     | Spacewatch          | —         | MPC                           |
| 407897     | 2012 BG127 | 11 mar 2005 | Kitt Peak     | Spacewatch          | —         | MPC                           |
| 407898     | 2012 BZ128 | 11 nov 2007 | Mount Lemmon  | Mount Lemmon Survey | —         | MPC                           |
| 407899     | 2012 BQ136 | 20 nov 2006 | Kitt Peak     | Spacewatch          | —         | MPC                           |
| 407900     | 2012 BV136 | 30 jan 2008 | Mount Lemmon  | Mount Lemmon Survey | —         | MPC                           |

## 407901–408000
| Designação | Designação | Descoberta  | Descoberta    | Descobridor(es)     | Categoria | Mais informações / Referência |
| Permanente | Provisória | Data        | Local         | Descobridor(es)     | Categoria | Mais informações / Referência |
| ---------- | ---------- | ----------- | ------------- | ------------------- | --------- | ----------------------------- |
| 407901     | 2012 BN142 | 12 fev 2008 | Kitt Peak     | Spacewatch          | —         | MPC                           |
| 407902     | 2012 BR142 | 4 dez 2007  | Kitt Peak     | Spacewatch          | —         | MPC                           |
| 407903     | 2012 BO143 | 16 set 2006 | Kitt Peak     | Spacewatch          | —         | MPC                           |
| 407904     | 2012 BK144 | 15 set 2006 | Kitt Peak     | Spacewatch          | —         | MPC                           |
| 407905     | 2012 BB145 | 8 mar 2008  | Mount Lemmon  | Mount Lemmon Survey | —         | MPC                           |
| 407906     | 2012 BG145 | 2 dez 2010  | Mount Lemmon  | Mount Lemmon Survey | —         | MPC                           |
| 407907     | 2012 BJ149 | 9 out 2005  | Kitt Peak     | Spacewatch          | —         | MPC                           |
| 407908     | 2012 BK149 | 29 ago 2005 | Kitt Peak     | Spacewatch          | —         | MPC                           |
| 407909     | 2012 BT150 | 13 mar 2008 | Catalina      | CSS                 | —         | MPC                           |
| 407910     | 2012 BU152 | 11 mar 2007 | Kitt Peak     | Spacewatch          | —         | MPC                           |
| 407911     | 2012 CF6   | 31 jan 2012 | Catalina      | CSS                 | —         | MPC                           |
| 407912     | 2012 CV6   | 13 out 2010 | Mount Lemmon  | Mount Lemmon Survey | —         | MPC                           |
| 407913     | 2012 CC7   | 21 dez 2006 | Kitt Peak     | Spacewatch          | —         | MPC                           |
| 407914     | 2012 CC8   | 10 dez 2005 | Kitt Peak     | Spacewatch          | —         | MPC                           |
| 407915     | 2012 CR8   | 2 nov 2010  | Mount Lemmon  | Mount Lemmon Survey | —         | MPC                           |
| 407916     | 2012 CA9   | 25 dez 1992 | Kitt Peak     | Spacewatch          | Mitidika  | MPC                           |
| 407917     | 2012 CH10  | 1 mar 1995  | Kitt Peak     | Spacewatch          | —         | MPC                           |
| 407918     | 2012 CU11  | 2 fev 2008  | Kitt Peak     | Spacewatch          | —         | MPC                           |
| 407919     | 2012 CR12  | 30 ago 2005 | Kitt Peak     | Spacewatch          | —         | MPC                           |
| 407920     | 2012 CJ15  | 25 jan 2012 | Kitt Peak     | Spacewatch          | —         | MPC                           |
| 407921     | 2012 CJ16  | 30 dez 2005 | Kitt Peak     | Spacewatch          | —         | MPC                           |
| 407922     | 2012 CP18  | 13 nov 2006 | Kitt Peak     | Spacewatch          | —         | MPC                           |
| 407923     | 2012 CC19  | 3 nov 2011  | Kitt Peak     | Spacewatch          | —         | MPC                           |
| 407924     | 2012 CM24  | 27 fev 2008 | Mount Lemmon  | Mount Lemmon Survey | —         | MPC                           |
| 407925     | 2012 CO24  | 17 set 2006 | Kitt Peak     | Spacewatch          | —         | MPC                           |
| 407926     | 2012 CT27  | 10 dez 2010 | Mount Lemmon  | Mount Lemmon Survey | Brangane  | MPC                           |
| 407927     | 2012 CD28  | 13 dez 2006 | Mount Lemmon  | Mount Lemmon Survey | —         | MPC                           |
| 407928     | 2012 CP29  | 31 mar 2008 | Mount Lemmon  | Mount Lemmon Survey | —         | MPC                           |
| 407929     | 2012 CP31  | 24 nov 2006 | Kitt Peak     | Spacewatch          | —         | MPC                           |
| 407930     | 2012 CP32  | 18 set 2010 | Mount Lemmon  | Mount Lemmon Survey | —         | MPC                           |
| 407931     | 2012 CZ32  | 30 nov 2005 | Kitt Peak     | Spacewatch          | —         | MPC                           |
| 407932     | 2012 CC34  | 3 fev 2008  | Kitt Peak     | Spacewatch          | —         | MPC                           |
| 407933     | 2012 CV34  | 26 jan 2012 | Mount Lemmon  | Mount Lemmon Survey | —         | MPC                           |
| 407934     | 2012 CF37  | 14 abr 2008 | Mount Lemmon  | Mount Lemmon Survey | Brangane  | MPC                           |
| 407935     | 2012 CY37  | 3 fev 2008  | Kitt Peak     | Spacewatch          | —         | MPC                           |
| 407936     | 2012 CV40  | 28 dez 2011 | Mount Lemmon  | Mount Lemmon Survey | —         | MPC                           |
| 407937     | 2012 CZ40  | 2 fev 2001  | Kitt Peak     | Spacewatch          | —         | MPC                           |
| 407938     | 2012 CH42  | 14 nov 2010 | Mount Lemmon  | Mount Lemmon Survey | —         | MPC                           |
| 407939     | 2012 CN42  | 23 fev 2007 | Kitt Peak     | Spacewatch          | —         | MPC                           |
| 407940     | 2012 CZ44  | 30 dez 2005 | Kitt Peak     | Spacewatch          | —         | MPC                           |
| 407941     | 2012 CA45  | 7 mar 2008  | Mount Lemmon  | Mount Lemmon Survey | —         | MPC                           |
| 407942     | 2012 CG45  | 27 dez 2011 | Mount Lemmon  | Mount Lemmon Survey | —         | MPC                           |
| 407943     | 2012 CE50  | 4 mar 2008  | Mount Lemmon  | Mount Lemmon Survey | —         | MPC                           |
| 407944     | 2012 CJ51  | 27 set 2006 | Kitt Peak     | Spacewatch          | —         | MPC                           |
| 407945     | 2012 DA    | 1 dez 2006  | Mount Lemmon  | Mount Lemmon Survey | —         | MPC                           |
| 407946     | 2012 DF    | 29 set 2005 | Anderson Mesa | LONEOS              | Eos       | MPC                           |
| 407947     | 2012 DH    | 1 abr 2008  | Mount Lemmon  | Mount Lemmon Survey | —         | MPC                           |
| 407948     | 2012 DF5   | 8 fev 2008  | Kitt Peak     | Spacewatch          | Phocaea   | MPC                           |
| 407949     | 2012 DJ5   | 21 jan 2012 | Kitt Peak     | Spacewatch          | —         | MPC                           |
| 407950     | 2012 DM6   | 23 nov 2003 | Kitt Peak     | Spacewatch          | —         | MPC                           |
| 407951     | 2012 DU6   | 27 ago 2009 | Kitt Peak     | Spacewatch          | —         | MPC                           |
| 407952     | 2012 DC8   | 20 set 2007 | Kitt Peak     | Spacewatch          | —         | MPC                           |
| 407953     | 2012 DC9   | 27 mar 2008 | Mount Lemmon  | Mount Lemmon Survey | Henan     | MPC                           |
| 407954     | 2012 DQ9   | 27 jan 2007 | Mount Lemmon  | Mount Lemmon Survey | —         | MPC                           |
| 407955     | 2012 DB10  | 14 out 2010 | Mount Lemmon  | Mount Lemmon Survey | —         | MPC                           |
| 407956     | 2012 DM12  | 10 fev 2008 | Mount Lemmon  | Mount Lemmon Survey | —         | MPC                           |
| 407957     | 2012 DF15  | 28 out 2010 | Catalina      | CSS                 | —         | MPC                           |
| 407958     | 2012 DP17  | 13 mar 2007 | Kitt Peak     | Spacewatch          | —         | MPC                           |
| 407959     | 2012 DQ18  | 19 jan 2012 | Kitt Peak     | Spacewatch          | Brangane  | MPC                           |
| 407960     | 2012 DA20  | 28 jan 2006 | Catalina      | CSS                 | —         | MPC                           |
| 407961     | 2012 DR21  | 24 mar 2003 | Kitt Peak     | Spacewatch          | —         | MPC                           |
| 407962     | 2012 DO22  | 10 abr 2002 | Socorro       | LINEAR              | —         | MPC                           |
| 407963     | 2012 DV23  | 15 dez 2006 | Kitt Peak     | Spacewatch          | —         | MPC                           |
| 407964     | 2012 DX23  | 26 mar 2007 | Kitt Peak     | Spacewatch          | Brangane  | MPC                           |
| 407965     | 2012 DH24  | 30 set 2009 | Mount Lemmon  | Mount Lemmon Survey | —         | MPC                           |
| 407966     | 2012 DO25  | 5 mar 2008  | Mount Lemmon  | Mount Lemmon Survey | —         | MPC                           |
| 407967     | 2012 DT29  | 18 mar 2004 | Kitt Peak     | Spacewatch          | Phocaea   | MPC                           |
| 407968     | 2012 DJ33  | 21 fev 2012 | Kitt Peak     | Spacewatch          | Brangane  | MPC                           |
| 407969     | 2012 DY35  | 24 out 2003 | Socorro       | LINEAR              | —         | MPC                           |
| 407970     | 2012 DK37  | 23 set 2009 | Mount Lemmon  | Mount Lemmon Survey | Brangane  | MPC                           |
| 407971     | 2012 DH39  | 18 set 2003 | Kitt Peak     | Spacewatch          | —         | MPC                           |
| 407972     | 2012 DP40  | 26 set 2009 | Kitt Peak     | Spacewatch          | —         | MPC                           |
| 407973     | 2012 DV40  | 17 jan 2007 | Kitt Peak     | Spacewatch          | —         | MPC                           |
| 407974     | 2012 DO43  | 5 mar 2006  | Kitt Peak     | Spacewatch          | —         | MPC                           |
| 407975     | 2012 DS43  | 29 ago 2009 | Kitt Peak     | Spacewatch          | —         | MPC                           |
| 407976     | 2012 DB45  | 15 ago 2009 | Kitt Peak     | Spacewatch          | —         | MPC                           |
| 407977     | 2012 DV47  | 25 out 2005 | Mount Lemmon  | Mount Lemmon Survey | —         | MPC                           |
| 407978     | 2012 DW47  | 10 mar 2007 | Mount Lemmon  | Mount Lemmon Survey | —         | MPC                           |
| 407979     | 2012 DW48  | 16 nov 2006 | Kitt Peak     | Spacewatch          | —         | MPC                           |
| 407980     | 2012 DT49  | 30 out 2009 | Mount Lemmon  | Mount Lemmon Survey | Brangane  | MPC                           |
| 407981     | 2012 DT52  | 20 set 1995 | Kitt Peak     | Spacewatch          | —         | MPC                           |
| 407982     | 2012 DV53  | 21 set 2008 | Catalina      | CSS                 | —         | MPC                           |
| 407983     | 2012 DL55  | 18 out 1995 | Kitt Peak     | Spacewatch          | —         | MPC                           |
| 407984     | 2012 DB60  | 18 ago 2009 | Kitt Peak     | Spacewatch          | Brangane  | MPC                           |
| 407985     | 2012 DG60  | 25 abr 2007 | Mount Lemmon  | Mount Lemmon Survey | —         | MPC                           |
| 407986     | 2012 DA65  | 30 dez 2005 | Kitt Peak     | Spacewatch          | —         | MPC                           |
| 407987     | 2012 DH65  | 26 mar 2003 | Kitt Peak     | Spacewatch          | —         | MPC                           |
| 407988     | 2012 DH70  | 16 nov 2010 | Mount Lemmon  | Mount Lemmon Survey | —         | MPC                           |
| 407989     | 2012 DO70  | 17 nov 2006 | Kitt Peak     | Spacewatch          | —         | MPC                           |
| 407990     | 2012 DW70  | 20 abr 2007 | Kitt Peak     | Spacewatch          | —         | MPC                           |
| 407991     | 2012 DU71  | 2 dez 2005  | Kitt Peak     | Spacewatch          | Brangane  | MPC                           |
| 407992     | 2012 DS72  | 25 fev 2012 | Mount Lemmon  | Mount Lemmon Survey | —         | MPC                           |
| 407993     | 2012 DA75  | 25 fev 2007 | Mount Lemmon  | Mount Lemmon Survey | —         | MPC                           |
| 407994     | 2012 DZ76  | 6 jan 2006  | Kitt Peak     | Spacewatch          | —         | MPC                           |
| 407995     | 2012 DX77  | 2 mar 2006  | Catalina      | CSS                 | —         | MPC                           |
| 407996     | 2012 DG78  | 10 out 2010 | Kitt Peak     | Spacewatch          | —         | MPC                           |
| 407997     | 2012 DS78  | 15 set 2010 | Mount Lemmon  | Mount Lemmon Survey | —         | MPC                           |
| 407998     | 2012 DK80  | 20 ago 2009 | Kitt Peak     | Spacewatch          | Brangane  | MPC                           |
| 407999     | 2012 DP82  | 25 fev 2006 | Mount Lemmon  | Mount Lemmon Survey | —         | MPC                           |
| 408000     | 2012 DJ83  | 9 abr 2003  | Kitt Peak     | Spacewatch          | —         | MPC                           |